# Запорізький тролейбус
Запорíзький тролéйбус — тролейбусна система, один із видів громадського міського транспорту міста Запоріжжя.

## Історія

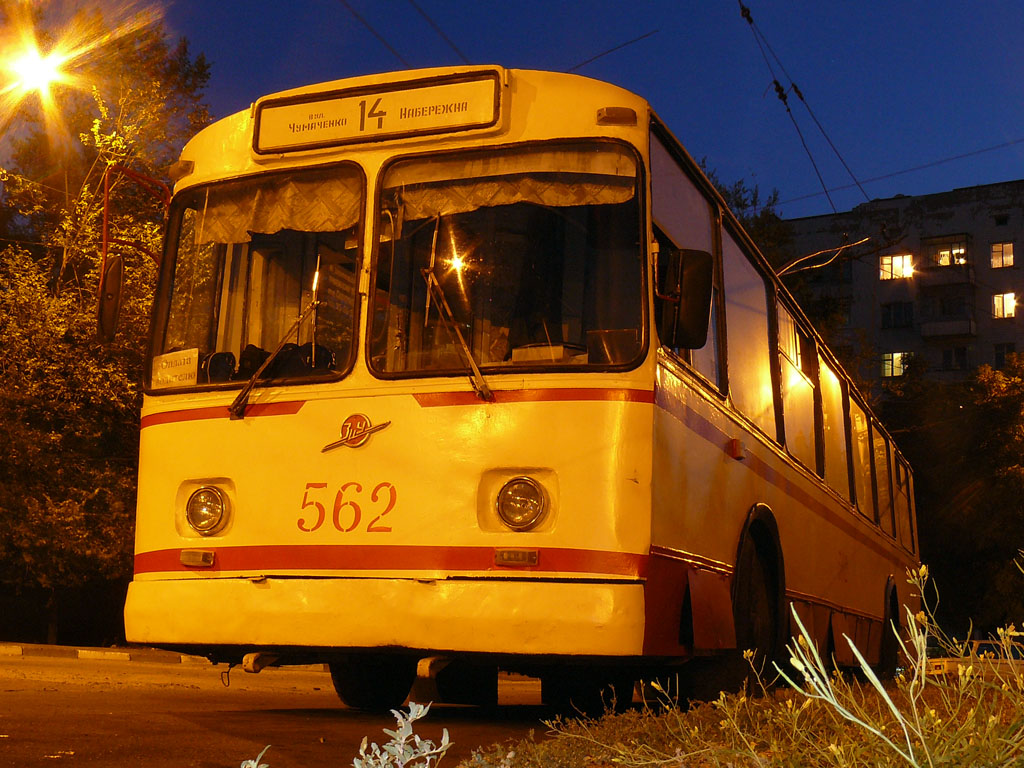
ЗіУ-682Б (№ 562), найстаріший у Запоріжжі — 1975 року випуску (списаний у грудні 2021 року)

21 травня 1949 року Запорізька міська рада ухвалила рішення про підготовку кадрів у складі 23 осіб для обслуговування нового виду електротранспорту — тролейбуса.
1949 року розпочалося будівництво тролейбусної лінії завдовжки 6 км від головної прохідної металургійного комбінату «Запоріжсталь» до Соцміста. У жовтні-грудні 1949 року було встановлено 480 опор і змонтовано 12 км контактної мережі при фінансовій підтримці у будівництві металургійного комбінату «Запоріжсталь».
Єдиним приміщенням тролейбусного депо на той момент був гараж, (зберігся понині) з єдиним токарним верстатом ДІП-200 та оглядовою канавою, а також відкритий майданчик площею 300 м² в районі розворотного кільця на кінцевій зупинці «Запоріжсталь».
У серпні 1949 року до міста надійшли шість нових тролейбусів МТБ-82.
22 грудня 1949 року відбулося урочисте відкриття руху. Лінія розпочиналася біля головної прохідної «Запоріжсталі», проходила далі по Південному шосе та проспекту Сталіна (проспекту Металургів) де закінчувалась розворотом в районі перехрестя з вулицею Богдана Хмельницького. Лінія зв'язувала житлові масиви Соцміста з заводами та металургійними комбінатами міста. Щодня на лінію виходило 4 тролейбуси.
1953 року побудовано тролейбусний парк на 25 машиномісць за адресою Південне шосе, 13 (біля алюмінієвого комбінату).
28 квітня 1958 року відкрито тролейбусний маршрут № 3 «Проспект Сталіна — ЗТЗ», що з'єднав Соцмісто із Правим берегом через греблю Дніпровської ГЕС.
| Перелік тролейбусних маршрутів (1958) | Перелік тролейбусних маршрутів (1958) | Перелік тролейбусних маршрутів (1958) |
| №                                     | Початковий пункт                      | Кінцевий пункт                        |
| ------------------------------------- | ------------------------------------- | ------------------------------------- |
| 1                                     | Запоріжсталь                          | Проспект Сталіна                      |
| 3                                     | Проспект Сталіна                      | ЗТЗ                                   |

В 1961 році лінію тролейбусу продовжили по проспекту Леніна до новозбудованих житломасивів, та телецентру на Вознесенці. Цією лінію запустили маршрут номер 2  «Площа Профспілок — ЗТЗ».
8 січня 1963 року тролейбус сполучив центр міста зі старою частиною. Новою лінією, що пролягла проспектом Леніна (нині — Соборний проспект) та новозбудованою дамбою імені Ленінського комсомолу (Вознесенівський узвіз) від вулиці XXI Партз'їзду (вулиці Якова Новицького) до площі Радянської (майдану Університетського), почав курсувати маршрут № 3 «ЗТЗ — Площа Радянська».
У червні 1964 року прокладено тролейбусну лінію вулицею Сєдова від площі Профспілок до Південного шосе, а також введено в експлуатацію лінію по бульвару Шевченка. За новим напрямком почав курсувати маршрут № 4 «Набережна — Запоріжсталь».
1964 року тролейбусний парк № 1 перебудовано на 75 машиномісць.
1965 року лінію від площі Радянської (майдану Університетського) подовжено на південь до залізничного вокзалу Запоріжжя I За новопрокладеною лінією став ходити маршрут № 3 «Вокзал Запоріжжя I — ЗТЗ».
1966 року прокладено лінію вулицею Космічною до кінцевої «Симферопольске шосе». Цією лінією були запушені нові маршрути - № 5  «Космічний мікрорайон — Міськрада», № 6  «Космічний мікрорайон — Набережна», № 7  «Космічний мікрорайон — вокзал Запоріжжя-2» та № 8 «Космічний мікрорайон — ЗТЗ»
1967 року побудовано лінію вулицями Дзержинського (Олександрівською) та Леппіка (Дніпровською) від площі Радянської (майдану Університетського) до залізничного вокзалу Запоріжжя II.

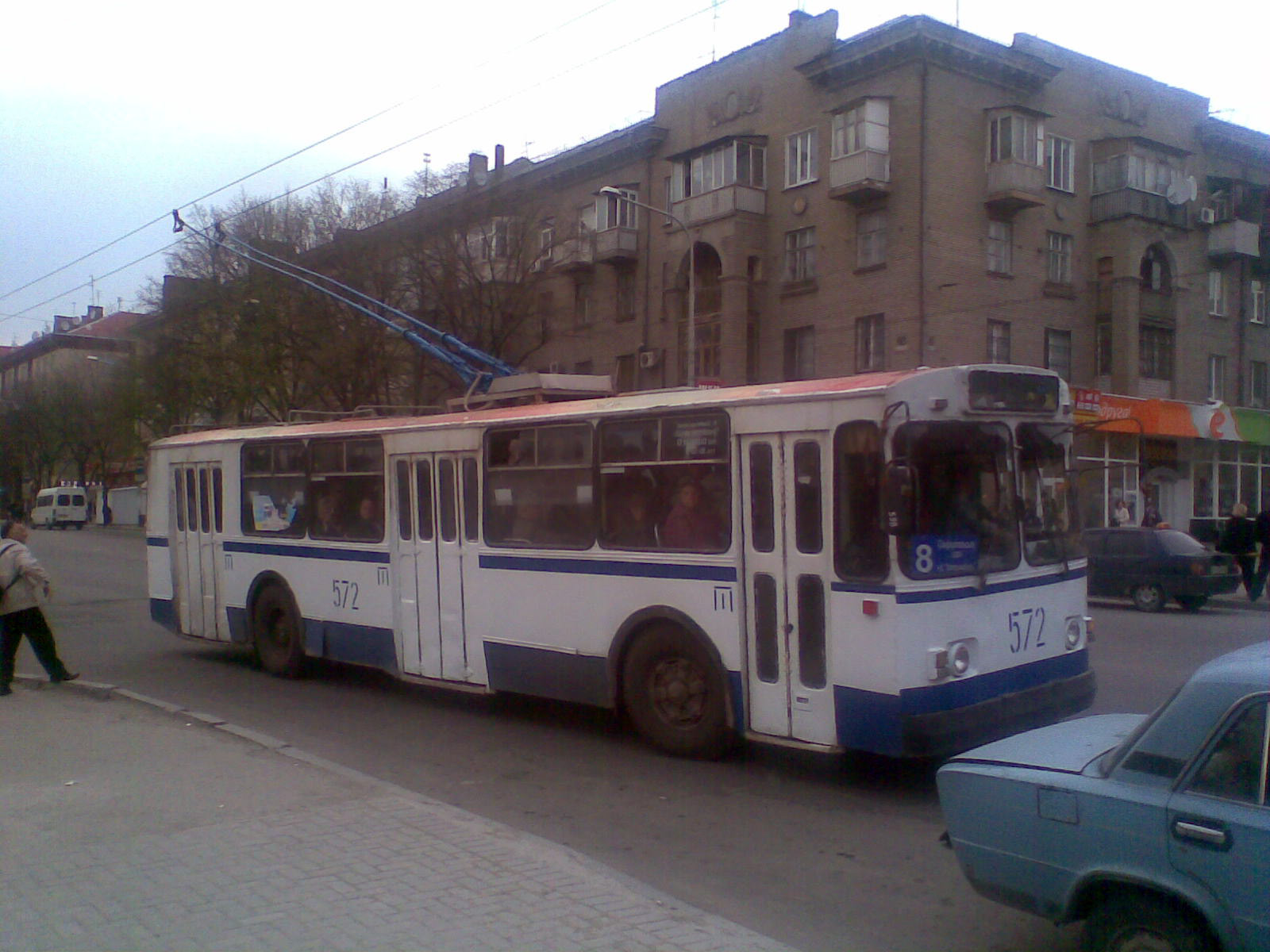
ЗіУ-682В (№ 572) на маршруті № 8

17 липня 1971 року запрацював тролейбусний парк № 2, розрахований на 120 машиномісць. Парк №  2 обслуговував тоді маршрути № 6 «Космічне шосе — Набережна» та № 8 «Космічне шосе — ЗТЗ».
На початку 1973 року надійшли перші 5 тролейбусів ЗіУ-682.
У березні[уточнити] 1973 року ці тролейбуси почали працювати на маршрутах міста.
У 1969 було розпочато модернізацію ДніпроГЕСу, в ході якої, зокрема, була запланована перебудова дорожної частини греблі. Для можливості тролейбусного руху була побудована лінія тролейбусу через новозбудований о 1974 році Арковий міст, та дорогами острова Хортиця. Лінія здана в експлуатацію у серпні 1975 року . На період реконструкції дорожної частини ДніпроГЕС автомобільний рух по греблі був відсутній, а сполучення між берегами відбувалось через Хортицю, в тому числі і маршрути 2, 3 та 8. В Жовтні 1978 року оновлену дорогу греблі почесно відкрили, першим поїхав тролейбус 3 маршруту.
1979 року побудована тролейбусна лінія до Осипенківського мікрорайону, відкриті маршрути № 11 та 12.
У 1981 році у Космічному мікрорайоні прокладена друга тролейбусна лінія, що пролягла вулицями Радгоспною (Олександра Говорухи), Парамонова, Комарова та Чумаченка.
22 вересня 1981 року лінією почали курсувати тролейбуси маршруту № 14 «Вулиця Чумаченка — Набережна».
Станом на 1982 рік у Запоріжжі на всіх маршрутах працювали 220 тролейбусів, загальна довжина тролейбусної мережі міста складала понад 155 км.
12 липня 1982 року відкрито маршрут № 16 «Вокзал Запоріжжя II — вулиця Руставі», траса якого пролягла через острів Хортиця. Тролейбусний маршрут № 16 сполучив Осіпенківський мікрорайон зі Старим містом. Тролейбусна лінія на острові побудована ще у 1975 році, щоб тролейбуси мали можливість оминати греблю ДніпроГЕС, рух якою був деякий час закритий через реконструкцію. У 1983 році маршрут № 16 подовжений до Арматурного заводу. Тролейбусний маршрут № 16 прямував через острів Хортицю до 2002 року.
5 листопада 1984 року побудована тролейбусна лінія на Бородінський мікрорайон вулицями Бородінській, Маршала Чуйкова. За два дні до чергової річниці Жовтневої революції у Запоріжжі відкрито новий тролейбусний маршрут № 17, який сполучив Бородінський мікрорайон та площу Профспілок в центрі міста. Відстань між кінцевими зупинками складала — 10 км. Час у дорозі — 30 хвилин. Маршрут обслуговували сім машин. Нову тролейбусну лінію прокладали всім містом: проєкт розробили ЗТТУ та «Діпроелектро», на ЗТЗ виготовили контактний провід, на енергомеханічному заводі — металеві опори, їх установку здійснив колектив «Дніпроенерго».
1984 року на 15-ти маршрутах протяжністю 172,1 км було задіяно 230 машин (кожна місткістю 126 осіб), що за рік дозволяло перевести понад 70 млн пасажирів.
Станом на 1989 рік на балансі підприємства перебувало 185 тролейбусів. Щорічно перевозилося до 85 млн пасажирів.

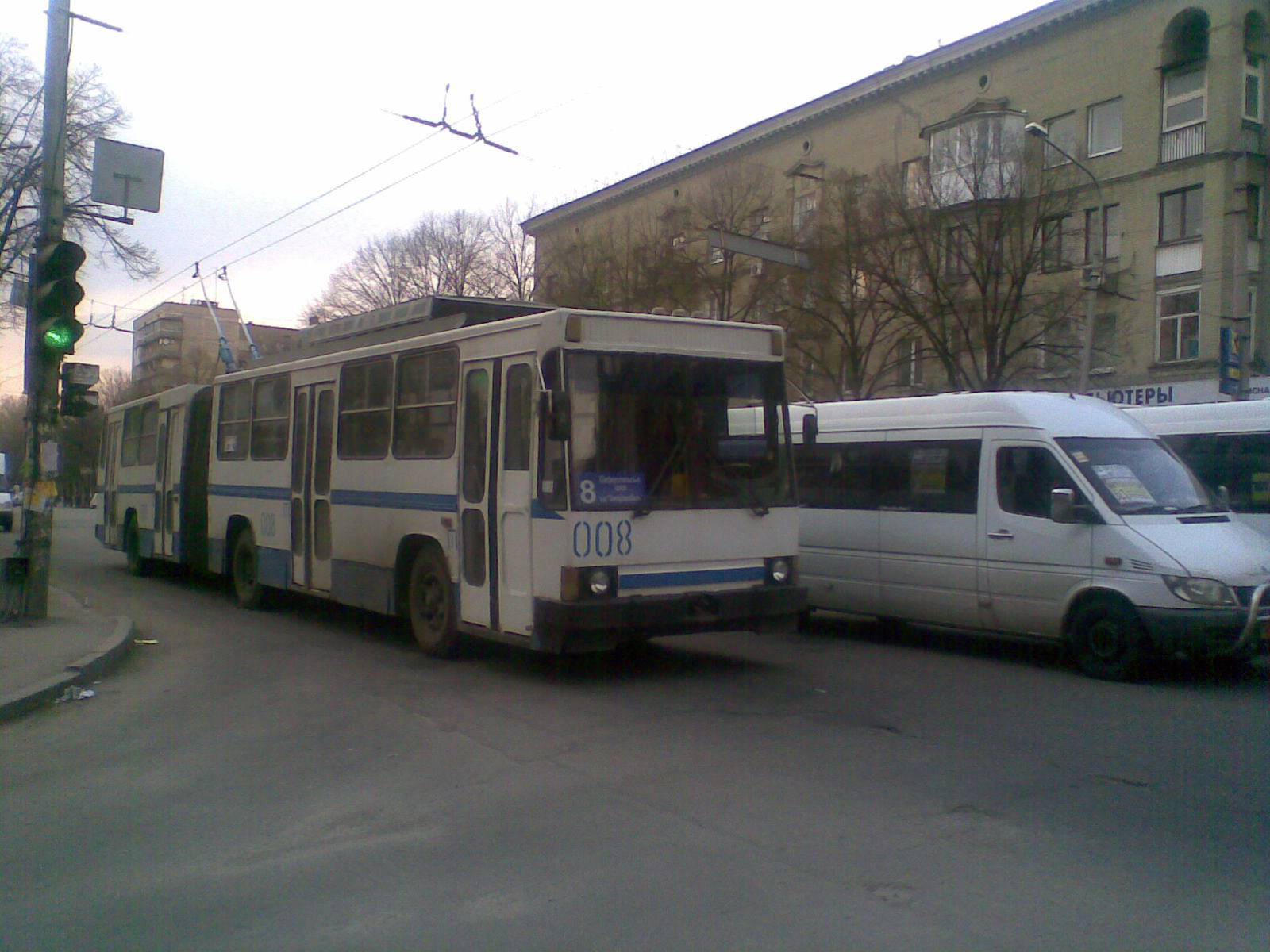
ЮМЗ Т1 (№ 008) на маршруті № 8

1990 року до тролейбусного парку № 1 надійшли перші два зчленованих тролейбуси ЗіУ-683 (№ 629 та 631), а 1991 року — ще дев'ять машин (№ 643, 645, 653, 681, 683, 685, 691, 693, 695).
1991 року місто отримало першу партію нових тролейбусів ЗіУ-682Г. Друга партія таких же тролейбусів надійшла у 1992 році, поповнюючи парк № 1 на 20, а парк № 2 — на 30 машин.
1992 року до тролейбусного парку № 2 надійшли зчленовані тролейбуси ЮМЗ Т1 виробництва «Південмаш».
Станом на 1993 рік діяли 22 тролейбусних маршрути:
| Перелік тролейбусних маршрутів (1993) | Перелік тролейбусних маршрутів (1993) | Перелік тролейбусних маршрутів (1993) | Перелік тролейбусних маршрутів (1993) |
| №                                     | Початковий пункт                      | Кінцевий пункт                        | Примітки                              |
| ------------------------------------- | ------------------------------------- | ------------------------------------- | ------------------------------------- |
| 3                                     | Вокзал Запоріжжя I                    | Вулиця Піщана                         |                                       |
| 4                                     | Набережна                             | Комбінат «Запоріжсталь»               | Через площу Профспілок                |
| 5                                     | Вулиця Чумаченка                      | Площа Леніна                          |                                       |
| 7                                     | Вокзал Запоріжжя II                   | Тролейбусний парк № 2                 |                                       |
| 8                                     | Сімферопольське шосе                  | Завод «Запоріжкабель»                 |                                       |
| 9А                                    | Комбінат «Запоріжсталь»               | Комбінат «Запоріжсталь»               | Кільцевий, зовнішнім кільцем          |
| 9Б                                    | Комбінат «Запоріжсталь»               | Комбінат «Запоріжсталь»               | Кільцевий, внутрішнім кільцем         |
| 10                                    | Набережна                             | Завод «Кремнійполімер»                |                                       |
| 11                                    | Інститут «Колірметавтоматика»         | Арматурний завод                      |                                       |
| 12                                    | Вулиця Піщана                         | Арматурний завод                      |                                       |
| 13                                    | Набережна                             | БК «Запоріжвогнетрив»                 |                                       |
| 14                                    | Набережна                             | Вулиця Чумаченка                      |                                       |
| 15                                    | Вокзал Запоріжжя II                   | Вулиця Чумаченка                      |                                       |
| 16                                    | Вокзал Запоріжжя II                   | Арматурний завод                      | Через острів Хортиця                  |
| 17                                    | Інститут «Колірметавтоматика»         | Бородінський мікрорайон               |                                       |
| 18                                    | Порт імені Леніна                     | Бородінський мікрорайон               |                                       |
| 19                                    | Порт імені Леніна                     | Арматурний завод                      |                                       |
| 20                                    | Сімферопольське шосе                  | Площа Леніна                          |                                       |
| 21                                    | Порт імені Леніна                     | Завод «Запоріжкабель»                 |                                       |
| 22                                    | Порт імені Леніна                     | Вулиця Піщана                         |                                       |
| 23                                    | Вокзал Запоріжжя I                    | Площа Леніна                          |                                       |
| 24                                    | Інститут «Колірметавтоматика»         | Площа Леніна                          |                                       |

1994 року надійшла остання партія тролейбусів ЗіУ-682Г, а також перший тролейбус ЮМЗ Т2 (№ 022). 1996 року компанія «Інтергаз» подарувала місту два нових тролейбуси ЮМЗ Т2 (№ 024 та 026).
| Динаміка планового випуску рухомого складу | Динаміка планового випуску рухомого складу | Динаміка планового випуску рухомого складу |
| Рік                                        | Трамвай, од.                               | Тролейбус, од.                             |
| ------------------------------------------ | ------------------------------------------ | ------------------------------------------ |
| 1986                                       | 216                                        | 152                                        |
| 1988                                       | 228                                        | 160                                        |
| 1990                                       | 244                                        | 165                                        |
| 1995                                       | 250                                        | 135                                        |
| 2000                                       | 210                                        | 105                                        |
| 2002                                       | 180                                        | 100                                        |
| 2008                                       | 110                                        | 100                                        |
| 2010                                       | 105                                        | 95                                         |
| 2014                                       | 100                                        | 65                                         |
| 2016                                       | 75                                         | 48                                         |
| 1.                                         |                                            |                                            |

1998 року закрито маршрут № 12.
Станом на 1999 рік на балансі двох тролейбусних парків перебували 219 тролейбусів, з яких 135 щодня виходили на лінію та обслуговували 20 маршрутів. На той час 74 тролейбуси використовувалися вже понад 10 років і наприкінці 1999 року термін експлуатації завершився у 99 тролейбусів. Щодня тролейбусами перевозилося близько 260 тисяч пасажирів.
У жовтні 1999 року взаємно змінено схеми маршрутів № 11 та 16 — тролейбуси маршруту № 11 почали курсувати через острів Хортиця, а тролейбуси маршруту № 16 — греблею ДніпроГЕС.
2000 року до тролейбусного парку № 2 надійшов тролейбус ЮМЗ Т1 (№ 028), що раніше працював у Києві.
У травні 2000 року закриті маршрути № 18, 19, 22 та 23; маршрут № 5 подовжено від площі Леніна до Бородінського мікрорайону; маршруту № 11 відновлена історична траса (через греблю Дніпровської ГЕС), натомість Хортицею почали курсувати тролейбуси маршруту № 24 «Вокзал Запоріжжя II — Арматурний завод».
2001 року скасований маршрут № 21, натомість побудовано нову тролейбусну лінію вулицями Луначарського та Новокузнецькою від залізничного вокзалу Запоріжжя I до 4-го Південного мікрорайону). Відкриття відбулося у два етапи: 
- 24 серпня, до Дня Незалежності України, відкрито першу чергу від залізничного вокзалу до кільця на перехресті вулиць Автозаводської та Новокузнецької[27];
- 6 жовтня, до Дня міста, відкрито другу чергу[28].

З відкриттям нової лінії маршрут № 3 було подовжено від вокзалу Запоріжжя I до нової кінцевої зупинки «4-й Південний мікрорайон».
Восени 2001 року припинено рух транспорту, в т. ч. і тролейбусів, Арковим мостом через його аварійний стан. Маршрут № 24 було закрито, контактну мережу вулицею Сергія Тюленіна, на I мості Преображенського, острові Хортиця, арковому мості та вулицею Таганською демонтовано через загрозу її розкрадання. Арковий міст було відкрито після ремонту у червні 2003 року, поновлення тролейбусного сполучення було визнано недоцільним через недостатній пасажиропотік та необхідність значних витрат на відновлення контактної мережі.
У грудні 2001 року відкритий новий тролейбусний маршрут «4-й Південний мікрорайон — Набережна». Випробування маршруту тривало близько 5 місяців, проте через брак рухомого складу його було закрито.
У 2002 році тролейбусний маршрут № 20 було змінено на № 20А «Сімферопольське шосе — Арматурний завод». У березні 2002 року закритий маршрут № 15.
У грудні 2002 року, за фінансової підтримки ПБК «Славутич», відремонтовано 20 тролейбусів, кожен з яких був оформлений у синьо-жовтих кольорах із нанесенням логотипу пива «Славутич». 20 грудня тролейбуси почали курсувати на маршруті № 8, відтоді отримав назву «С-маршрут № 8». Щомісяця, у першу неділю, до весни 2004 року проїзд у тролейбусах «С-маршруту № 8» був безкоштовним.
На початку 2003 року, через нестачу справного рухомого складу, було закрито маршрут № 16. Проте, було відкрито маршрут № 25 «Вулиця Чумаченка — Арматурний завод», на якому працювали орендні тролейбуси. Згодом маршрут був скасований, а наприкінці жовтня 2003 року його № 25 присвоєно новому маршруту «Вокзал Запоріжжя II — 4-й Південний мікрорайон», якому в якості експерименту була встановлена вартість проїзду 30 копійок.
Експеримент виявився невдалим і вже до кінця року маршрут був скасований.
У червні 2003 року до тролейбусного парку № 2 надійшов другий тролейбус ЮМЗ Т1 (№ 030), що раніше працював у Києві. У грудні 2003 року відкрито маршрут № 26 «Набережна — 4-й Південний мікрорайон».
На початку березня 2004 року діяло 10 тролейбусних маршрутів:
| Перелік тролейбусних маршрутів (березень 2004 року) |                          |                               |        |                               |
| №                                                   | Початковий пункт         | Кінцевий пункт                | Випуск | Примітки                      |
| --------------------------------------------------- | ------------------------ | ----------------------------- | ------ | ----------------------------- |
| 3                                                   | 4-й Південний мікрорайон | Вулиця Піщана                 | 21     |                               |
| 5                                                   | Бородінський мікрорайон  | Вулиця Чумаченка              | 2      |                               |
| 8                                                   | Сімферопольське шосе     | Завод «Запоріжкабель»         | 13     |                               |
| 9А                                                  | Комбінат «Запоріжсталь»  | Комбінат «Запоріжсталь»       | 2      | Кільцевий, зовнішнім кільцем  |
| 9Б                                                  | Комбінат «Запоріжсталь»  | Комбінат «Запоріжсталь»       | 2      | Кільцевий, внутрішнім кільцем |
| 10                                                  | Набережна                | Завод «Кремнійполімер»        | 2      |                               |
| 11                                                  | Арматурний завод         | Інститут «Колірметавтоматика» | 8      |                               |
| 14                                                  | Набережна                | Вулиця Чумаченка              | 14     |                               |
| 17                                                  | Бородінський мікрорайон  | Інститут «Колірметавтоматика» | 8      |                               |
| 26                                                  | 4-й Південний мікрорайон | Набережна                     | 4      |                               |
| Всього:                                             | Всього:                  | Всього:                       | 76     |                               |

13 березня 2004 року, із початком реконструкції проспекту Леніна (проспекту Соборного), припинив роботу маршрут № 5.
У квітні 2004 року придбано 5 тролейбусів ЮМЗ Т2 вартістю 537 тис. ₴ кожний. Оновлення парку відбулося за рахунок коштів провідних промислових підприємств міста — «Запоріжсталь» (2 машини), «Дніпроспецсталь», «Запоріжтрансформатор» та «Мотор Січ».
1 травня 2004 року, після презентації, тролейбуси почали працювати на маршрутах міста.
У травні 2004 року розпочалося будівництво однобічної тролейбусної лінії вулицями Леонова (нині — Парковий бульвар) та Портовою, яка мала на меті компенсувати закриття трамвайного руху проспектом Леніна (Соборним) від вулиці Лермонтова (В'ячеслава Зайцева) до річкового порту. 7 червня лінією почали курсувати тролейбуси маршруту № 4А «Порт імені Леніна — Комбінат «Запоріжсталь».
2004 року припинив роботу маршрут № 10. Станом на 2016 рік контактну мережу тролейбусної лінії було повністю демонтовано.
З грудня 2005 року до лютого 2006 року тривали випробування тролейбуса ЛАЗ E183D1.
2006 року придбано 6 низькопідлогових тролейбусів ЛАЗ E183D1. Тролейбуси надійшли до тролейбусного парку № 1 та отримали № 007, 009, 011, 013, 015, 017. 12 грудня тролейбуси почали працювати на маршруті № 3.
Тролейбус № 013 в перший місяць роботи двічі потрапляв у ДТП, тож його бортовий номер було змінено на № 019.
2007 року відновлена робота маршрутів № 5, 16, 20 та 26, проте вже у серпні маршрут № 16 був остаточно закритий.
У 2007 році до парку № 2 надійшли 4 тролейбуси ЛАЗ E183D1, що отримали № 040, 042, 044 та 046. Рік потому, до парку надійшов останній тролейбус цієї моделі (№ 048).

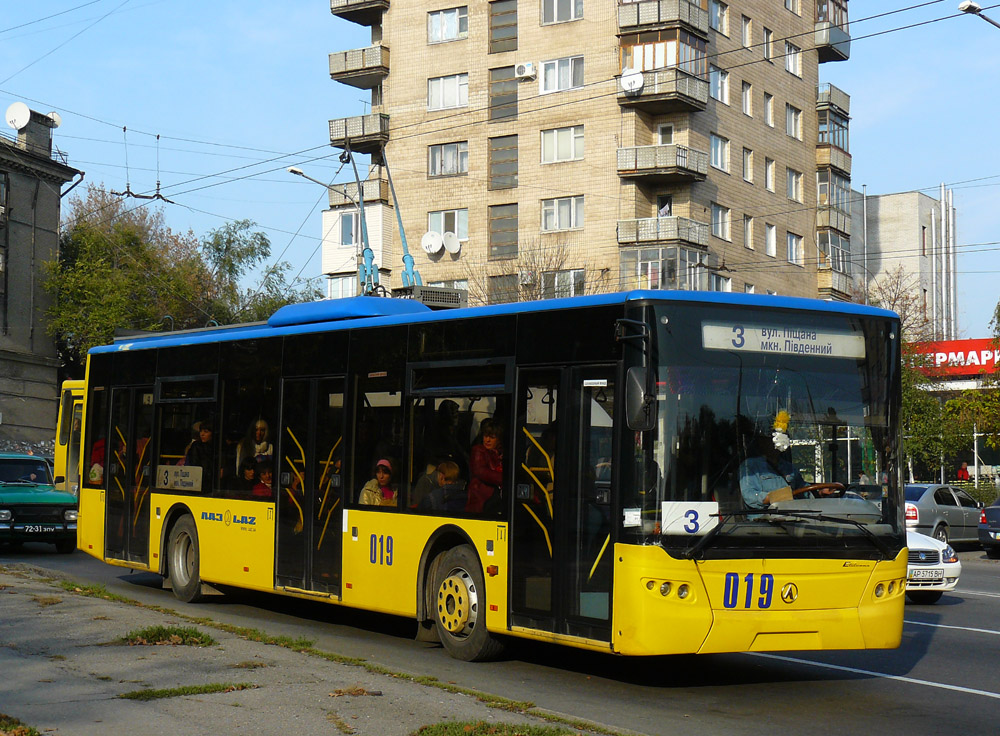
ЛАЗ E183D1 (№ 019) на маршруті № 3
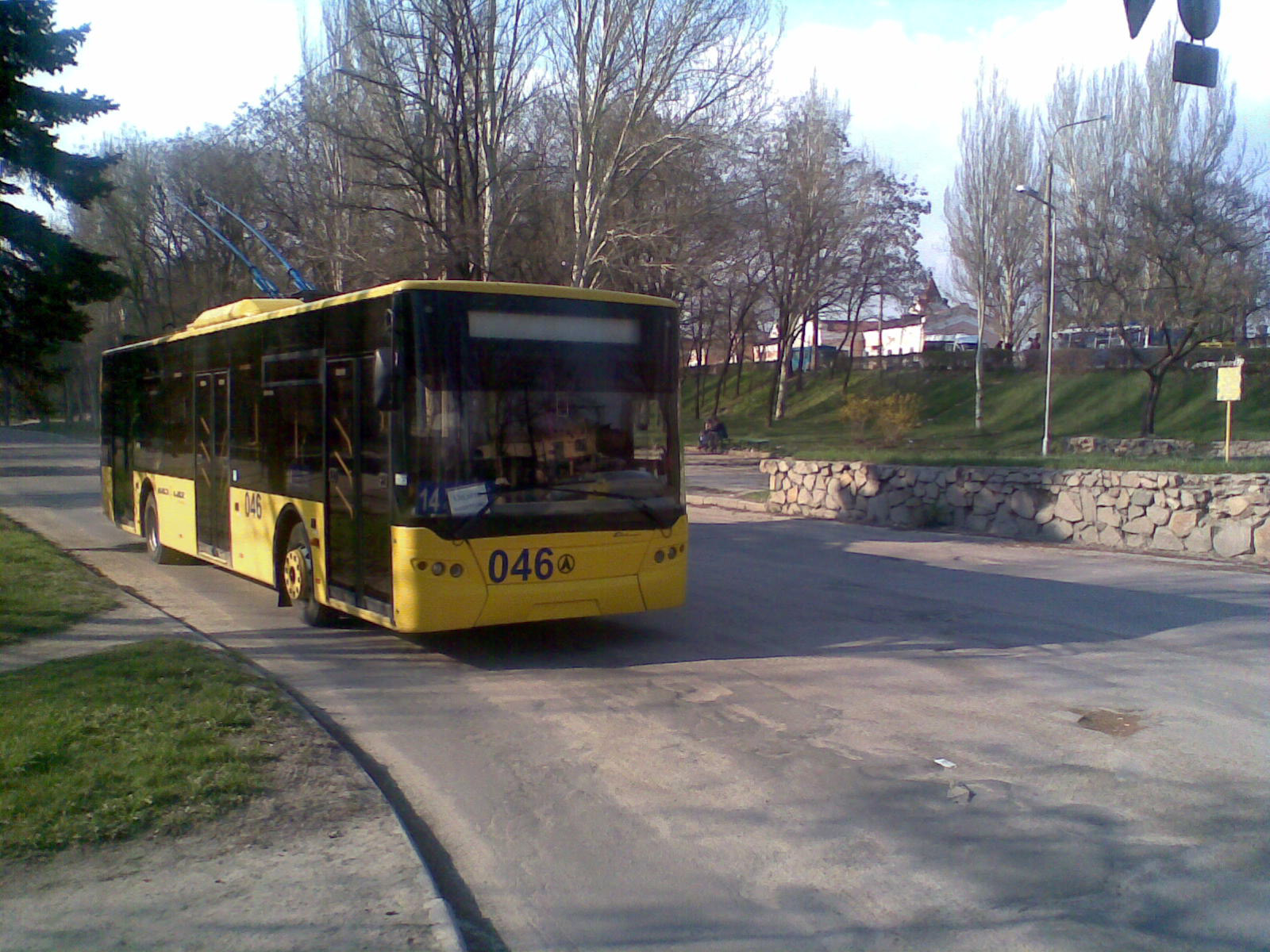
ЛАЗ E183D1 (№ 046) біля вокзалу Запоріжжя II
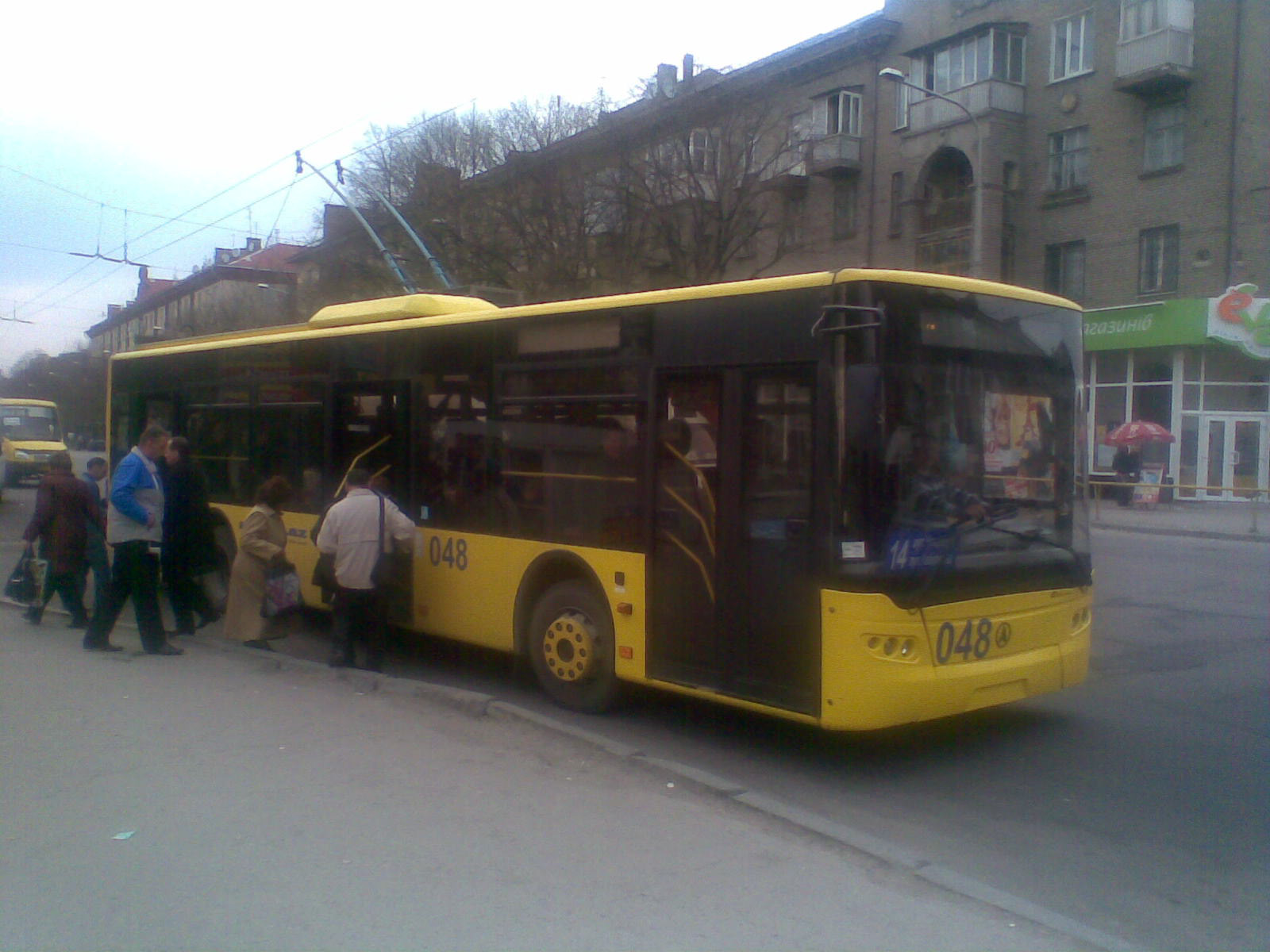
ЛАЗ E183D1 (№ 048) на маршруті № 14

З 3 до 5 вересня 2009 року тривали випробування тролейбуса Богдан Т601.11. У подальшому тролейбуси цієї моделі в місті не експлуатувалися.
З 29 березня 2010 року в тролейбусах були встановлені компостери.
З квітня 2010 року у місті діяло 8 тролейбусних маршрутів:
| Перелік тролейбусних маршрутів (04.2010 — 08.2015) |                          |                         |                               |
| №                                                  | Початковий пункт         | Кінцевий пункт          | Примітки                      |
| -------------------------------------------------- | ------------------------ | ----------------------- | ----------------------------- |
| 3                                                  | 4-й Південний мікрорайон | Вулиця Піщана           |                               |
| 8                                                  | Сімферопольське шосе     | Завод «Запоріжкабель»   |                               |
| 9А                                                 | Комбінат «Запоріжсталь»  | Комбінат «Запоріжсталь» | Кільцевий, зовнішнім кільцем  |
| 9Б                                                 | Комбінат «Запоріжсталь»  | Комбінат «Запоріжсталь» | Кільцевий, внутрішнім кільцем |
| 11                                                 | Арматурний завод         | Вулиця Сєдова           |                               |
| 13                                                 | Набережна                | БК «Запоріжвогнетрив»   |                               |
| 14                                                 | Набережна                | Вулиця Чумаченка        |                               |
| 17                                                 | Бородінський мікрорайон  | Вулиця Сєдова           |                               |

З 4 грудня 2010 року, у зв'язку із будівництвом шляхопроводу на перетині вулиць Перемоги, Сергія Тюленіна (Величара) та проспекту Металургів, було закрито тролейбусний рух вулицями Перемоги та Адмірала Нахімова (Професора Анатолія Бойка). Зміни в русі відбувались таким чином:
- № 9А «Комбінат «Запоріжсталь» — ТЦ «Україна» — Набережна»;
- № 9Б «Комбінат «Запоріжсталь» — ТЦ «Україна» — площа Леніна»;
- № 13 «БК Вогнетривного заводу» — площа Леніна»[50].

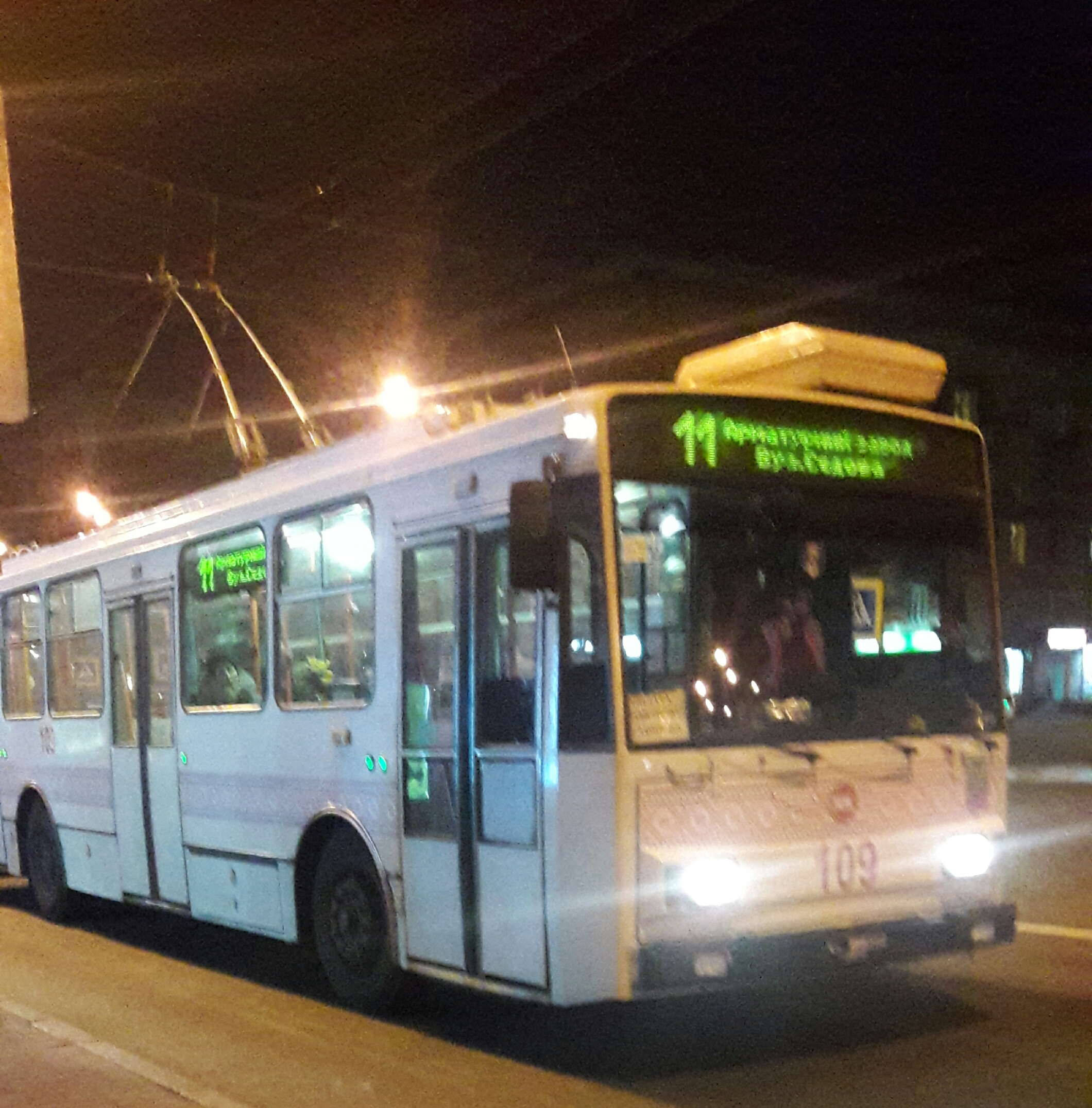
Škoda 14TrM (№ 109) на маршруті № 11

24 вересня 2014 року над містом пройшов ураган, внаслідок чого було пошкоджено контактну мережу. Рух тролейбусних маршрутів № 9А та 9Б не було відновлено, залишки дроту на ділянці від вулиці Сєдова (зупинка «Південелектромонтаж») до кінцевої зупинки «Комбінат "Запоріжсталь"» повністю демонтовано.
28 липня 2015 року відкрито першу чергу відновленої тролейбусної лінії вулицею Перемоги, маршрут № 13 подовжено до кінцевої зупинки «Набережна».
13 серпня 2015 року відкритий оновлений тролейбусний маршрут № 9 «БК «ЗАлК» — Вулиця Сєдова.

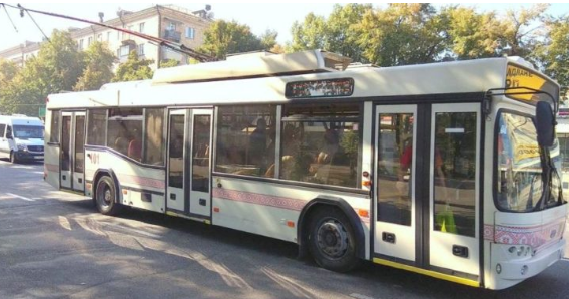
Дніпро Т103 (№ 101) на маршруті № 3

У 2015 році містом придбано 6 тролейбусів Дніпро Т103.
30 жовтня 2015 року перші два тролейбуси почали працювати на маршруті № 3.
17 вересня 2016 року маршрут № 14 подовжено від зупинки «Вулиця Чумаченка» до кінцевої зупинки «Сімферопольське шосе».
У вересні 2016 року придбано 10 вживаних тролейбусів Škoda 14Tr, що раніше експлуатувалися у Чехії та Словаччині.
26 жовтня до парку № 1 надійшов перший тролейбус, 2 листопада — другий.
20 грудня тролейбуси почали працювати на маршруті № 3.
29 грудня 2016 року, з огляду на завершення бюджетного року, обсяги закупівлі були зменшені з 10 до 5 одиниць. Тролейбуси отримали бортові № 050, 107—110.
У 2016 році вишиванка стала брендом запорізького муніципального транспорту. З тих пір запорізькі тролейбуси — єдині в Україні, що прикрашені «вишитим» орнаментом. Дизайн корпоративного бренду розроблений фахівцями КП «Запоріжелектротранс». Корпоративний вишитий орнамент на електротранспорті червоного кольору застовується для електротранспорту міста. На Всеукраїнській конференції корпорації «Укрелектротранс» запорізький бренд був відзначений як один з найкрасивіших та найбільш національним.
У 2018 році впроваджена система моніторингу та диспетчеризації транспортних засобів КП «Запоріжелектротранс», що дозволила забезпечити оперативне керування рухом електротранспорту. На першому етапі рухомий склад був обладнаний пристроями GPS-навігації, а на 8 зупинках трамвая і тролейбуса встановлені 16 інтерактивних інформаційних табло.
22—31 серпня[джерело не вказане 914 днів] 2019 року до тролейбусного парку № 2 надійшло 5 низькопідлогових тролейбусів Дніпро Т203 (№ 201—205) з опцією автономного ходу до 25 км.

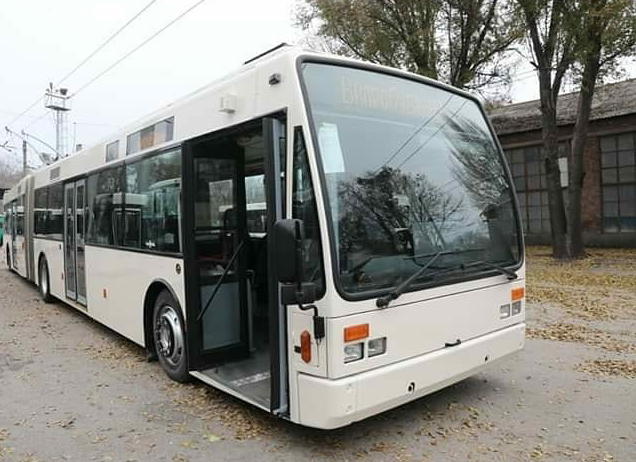
Перший тролейбус Van Hool AG 300T (№ 121) надійшов до Запоріжжя 11 листопада 2019)

З 13 вересня 2019 року розпочата експлуатація п'яти придбаних містом тролейбусів Дніпро Т203, два з яких обслуговують новий маршрут № 1 (Площа Профспілок — Турбаза «Хортиця»). Маршрут № 1 організований для підвезення працівників Національного заповідника «Хортиця», а також мешканців та гостей міста, які планують організувати культурне дозвілля на острові Хортиця.
11 та 14 листопада 2019 року до тролейбусного парку № 1 Запоріжжя надійшли перші два тролейбуси «Van Hool AG 300T» (№ 121, 122) з дев'яти, які раніше експлуатувалися в місті Арнем (Нідерланди). З 19 листопада 2019 року тролейбус Van Hool AG 300T (№ 121) розпочав роботу на маршруті № 3.
29 листопада 2019 року рішенням виконавчого комітету Запорізької міської ради № 522 затверджений перелік зупинок громадського транспорту на тролейбусних та трамвайних маршрутах в місті Запоріжжя.
26 грудня 2019 року на маршрут № 14 вийшли третій та четвертий тролейбус Van Hool AG 300T (№ 224, 225). 19 червня 2020 року до Запоріжжя надійшов п'ятий тролейбус Van Hool AG 300T (№ 123). 

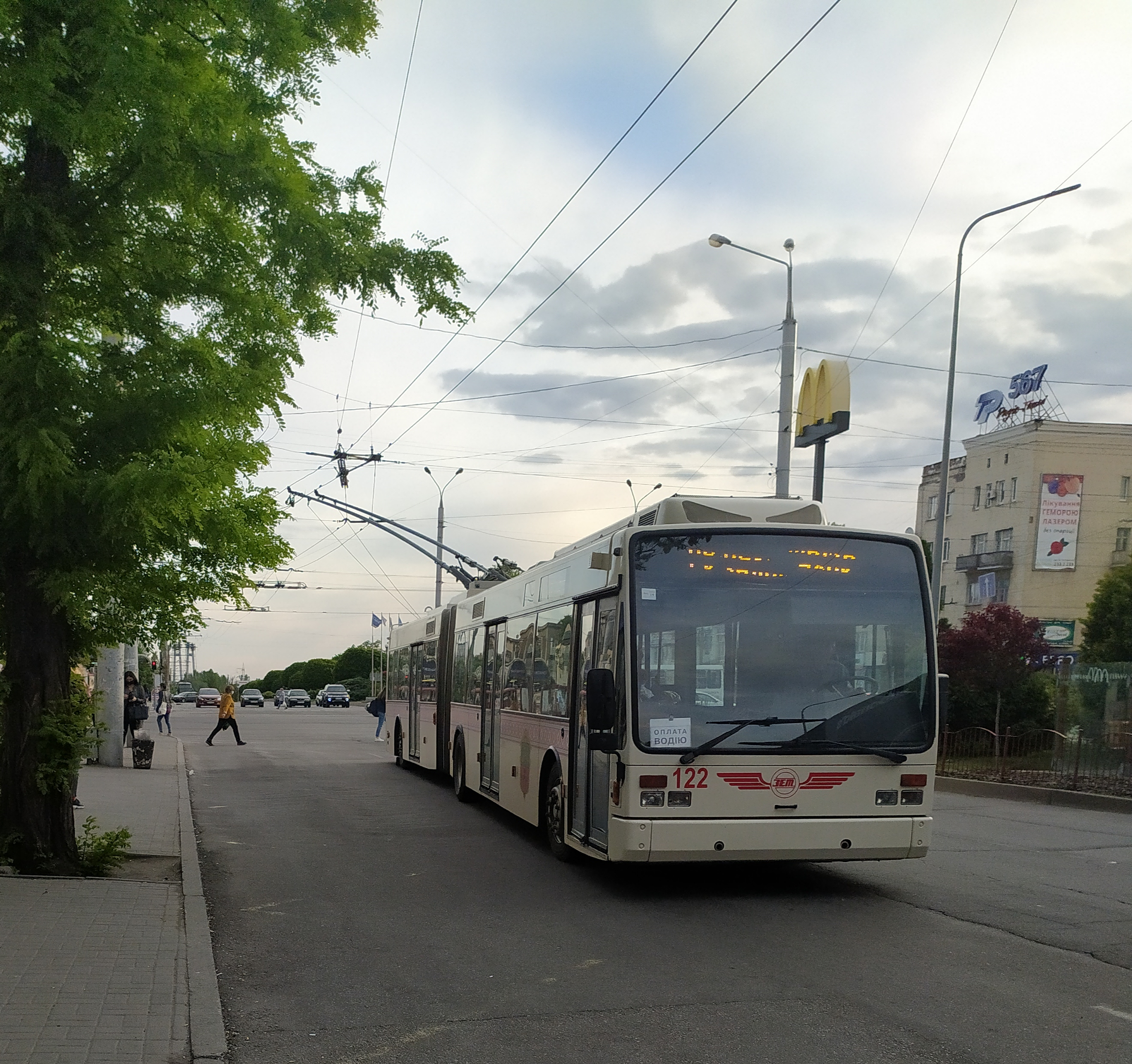
Другий тролейбус Van Hool AG 300T (№ 122) надійшов до Запоріжжя 14 листопада 2019)

24 червня 2020 року на 51-й сесії Запорізької міської ради депутати внесли зміни до програми «Забезпечення належної та безперебійної роботи комунального підприємства «Запоріжелектротранс». З цією метою було передбачено у вересні 2020 року відкрити новий тролейбусний маршрут між Бородінським мікрорайоном та Хортицькому районом через Верхню Хортицю, для забезпечення потреб у перевезення мешканців правобережної частини міста. Звичайні тролейбуси запустити немає можливості через те, що відсутня повноцінна контактна мережа, тому на маршруті було передбачено експлуатувати тролейбуси з автономним ходом. Для роботи маршруту була побудована додаткова ділянка контактної мережі (дріт МФ-85) протяжністю 3,8 км в обох напрямках вулицею Істоміна для забезпечення електроживлення тролейбусу на цій ділянці шляху — через невеликий підйом на маршруті руху вгору, а решту частину ж шляху, де контактна мережа відсутня, тролейбуси долають на автономному ході. На будівництво тролейбусної лінії з бюджету міста було виділено 2,449 млн ₴.
1 вересня 2020 року відбулося відкриття нового тролейбусного маршруту № 2 між Хортицьким районом та Бородінським мікрорайоном. За всю історію в Хортицькому районі електротранспорт з'явився вперше з його існування. Запустити маршрут № 2 вдалося завдяки будівництву нової контактної мережі та придбанню тролейбусів Дніпро Т203 з опцією автономного ходу, які долають частину маршруту в автономному режимі — з опущеними струмоприймачами. Частину шляху тролейбуси долають завдяки енергетичному запасу акумуляторів, накопиченому під час руху зі штанговими струмоприймачами. Маршрут починається від кінцевої тролейбусної зупинки «Бородінського мікрорайона» до зупинки «Магазин меблів» у Хортицькому районі й пролягає через вулиці Товариську, Професора Толока, Бородінську, Рельєфну, Щасливу, Дніпровське шосе, Істоміна, Хортицьке шосе, Новгородську, Василя Сергієнка, Героїв 93-ї бригади, Ювілейний проспект та у зворотному напрямку.

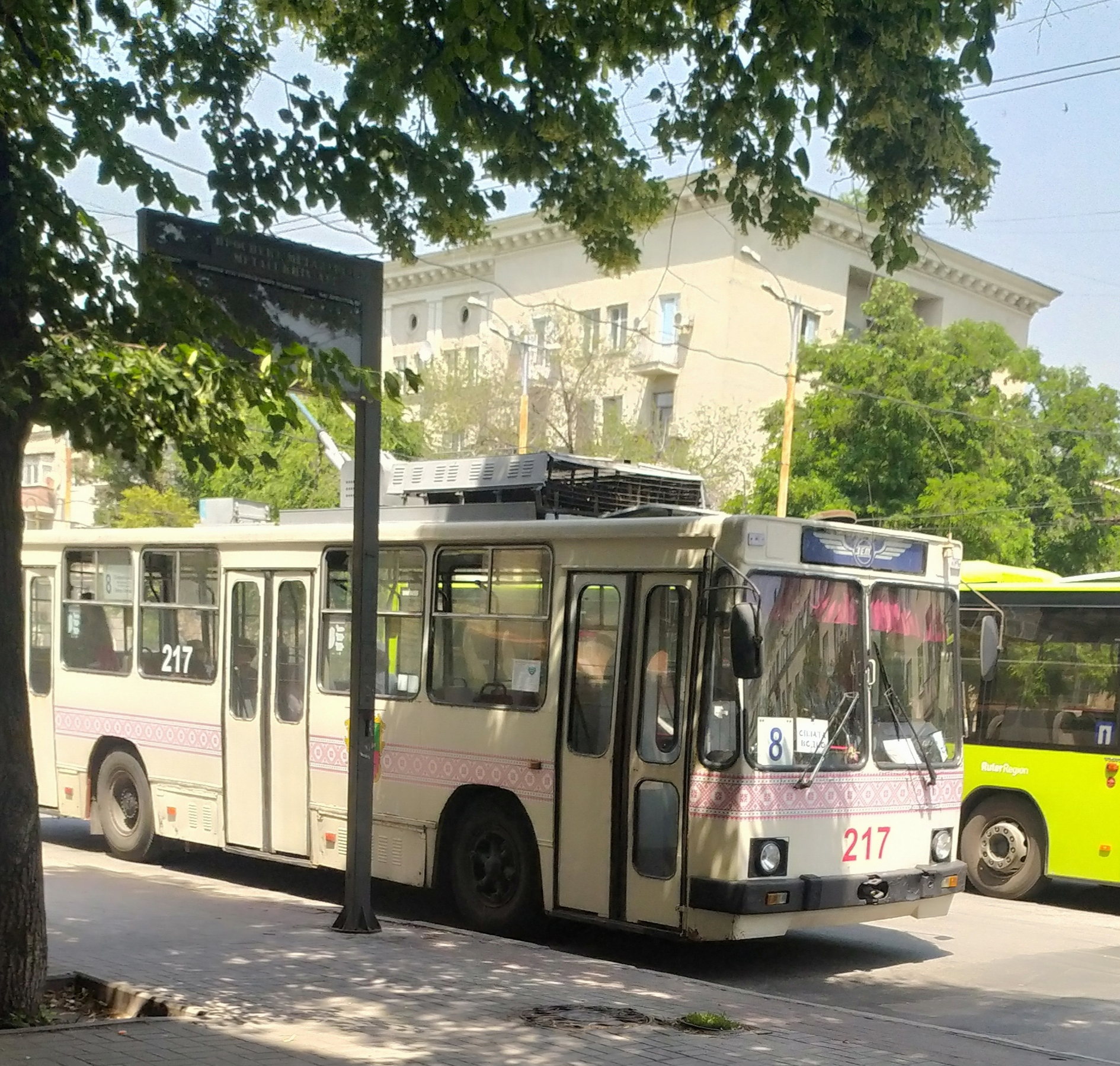
ЮМЗ Т2 (№ 217) та електронне табло на зупинці «Проспект Металургів»

1 березня 2021 року у Запоріжжі завершився перший етап транспортної діджиталізації громадського транспорту. В усіх тролейбусах встановлені додаткові термінали для безконтактної оплати проїзду — валідатори. У подальших планах встановлення датчиків пасажирів та впровадження сучасних проїзних карт.
15 березня 2021 року комунальне підприємство «Запоріжелектротранс» перейшло на програмне забезпечення зі збору та обробки GPS-даних через  мобільний додаток EasyWay, для більш коректного та точного відслідковування місцеположення та часу прибуття тролейбусів на зупинки громадського транспорту (з 2019 року по 14 березня 2021 року доступ до GPS-трекерів надавав сервіс «DozorCity». З березня 2021 року муніципальний громадський транспорт Запоріжжя приєднано до ще одного сервісу — «CityBus».

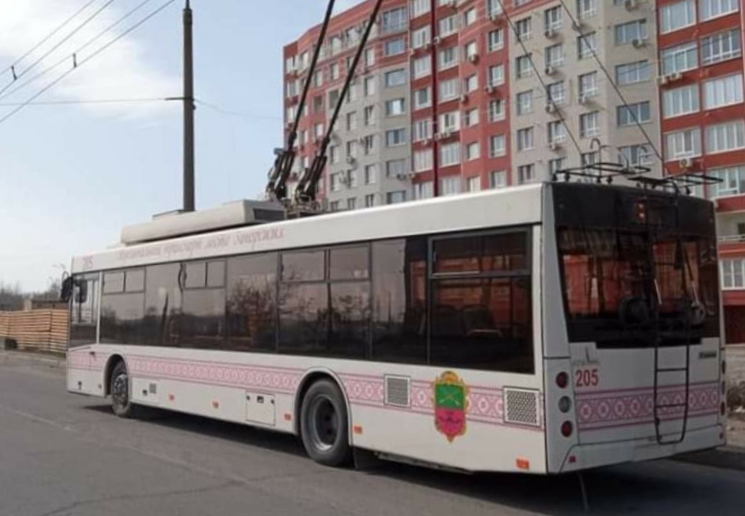
Дніпро Т203 (№ 201) на кінцевій зупинці «4-й Південний мікрорайон»

З 1 березня 2022 року тролейбусний маршрут № 2 тимчасово скасований, а тролейбуси Дніпро Т203 з опцією автономного ходу були перенаправлені на новий маршрут «4-й Південний мікрорайон — 2-й Шевченківський мікрорайон»[джерело не вказане 903 дні]. З 12 вересня 2022 року  маршрут був закритий, а тролейбуси Дніпро Т203, що обслуговували маршрут, були перенаправлені на більш завантажені маршрути.
З 30 листопада 2022 року, через складну ситуацію в енегетичній сфері, призупинена робота тролейбусного маршруту № 3, замість якого маршрут «Вулиця Піщана — 4-й Південний мікрорайон», за тарифом 12,00 грн за одну поїздку, обслуговували муніципальні автобуси комунального підприємства «Запоріжелектротранс». Саме з цього дня діяв лише єдиний тролейбусний маршрут № 8, який курсував за скороченою схемою руху «Запоріжкабель — вул. Сєдова».
Станом на 14 січня 2023 року ліквідована контактна мережа  тролейбусного маршруту № 13 «Павло-Кічкас — Набережна» на ділянці Павло-Кічкас — НДІОГАЗ, який фактично припинив роботу ще з 19 січня 2021 року[відсутнє в джерелі]. Маршрут на Павло-Кічкас вже тривалий час не давав спокою місцевій владі, адже сюди курсувало лише два тролейбуси, які в теорії повинні були курсувати через кожні 30 хвилин, а по факту — лише вранці та ввечорі (або взагалі ніяк). З такою організацією руху тролейбусом ніхто не користувався, бо його ніколи не було, тож мешканцям Павло-Кічкаса залишалося користуватися лише маршрутним таксі, а громадян щодо ліквідації тролейбусного маршруту, як завжди, ніхто не опитував.
23 лютого 2023 року відновлена робота електротранспорту в повному обсязі.
На початку серпня 2023 року було оголошено тендер на придбання нових тролейбусів з автономним ходом за кошти ЄІБ. 4 серпня 2023 року було опубліковано запрошення від ЗКП «Запоріжелектротранс» до участі у міжнародному тендері на поставку 12-метрових тролейбусів з опцією автономного ходу й необхідних до них запчастин та сервісного обладнання. Відповідно з умовами тендеру, тролейбуси повинні мати місткість не менш 100 пасажиромісць, з яких 30 (±10 %) сидячих (відкидні сидіння не допускалися). Поставка мала бути завершена впродовж 11 місяців. Обсяг фінансування передбачався закупівлею — 4,03 млн € без ПДВ та митних зборів, з яких 3,03 € млн були грантові кошти від інвестиційної платформи сусідства ЄС (NIP). Точна кількість тролейбусів, що передбачалася придбати мала бути визначитися за результатами тендеру, але орієнтовно можна було прогнозувати, що це мало бути близько 14-16 тролейбусів, проте тендер так і не відбувся[джерело?].
22 березня 2024 року, близько 05:45, під час наймасованішої ракетної атаки по енергетичній інфраструктурі України, російські окупанти завдали удари по Дніпровській ГЕС, одна з ракет влучила у тролейбус ЗіУ-682В [ВОО] (№ 112), що рухався в цей час греблею за маршрутом № 3, загинув 62-річний водій тролейбуса Геннадій Сківський (в його сім'ї майже як сімейна династія, на підприємстві «Запоріжелектротранс» також працюють його брат та племінник), машина знищена вщент. Пасажирів в даному тролейбусі в цей час не було.
Наприкінці червня 2025 року, в рамках проєкту «Міський громадський транспорт України», завдяки співпраці з Європейським інвестиційним банком, Запоріжжя отримало один з найбільших грантів в Україні на придбання 10 тролейбусів загальною вартістю понад 3,8 млн євро. Комунальне підприємство «Запоріжелектротранс» оголосило тендер на закупівлю нових низькопідлогових тролейбусів з автономним ходом. За результатами проведеного тендеру переможцем визначено ТОВ «Торговий Дім «ЛІТАН» з міста Дніпро.

## Маршрути
На сьогоднішний момент діють наступні маршрути тролейбуса:
| №                            | Початковий пункт                                | Кінцевий пункт                                  | Траса маршруту | Примітки |
| 1                            | Площа Профспілок                                | Турбаза «Хортиця»                               | пл. Профспілок, вул. Якова Новицького, проспект Соборний, ДніпроГЕС, Бульвар Вінтера, Вулиця Сергія Синенка, вул. Антона Незоли, Арковий міст, острів Хортиця, Арковий міст, вул. Антона Незоли, вул. Сергія Синенка.           | У маршруту офіційна кінцева "Турбаза Хортиця", але фактична кінцева "вулиця Піщана". Рейс тільки в одну сторону. Окремий рейс маршруту 3 |
| 3                            | 4-й Південний мікрорайон                        | Вулиця Піщана                                   | вул. Володимира Українця, вул. Привокзальна, проспект Соборний, ДніпроГЕС, Бульвар Вінтера, Вулиця Сергія Синенка | |
| 3 (Хортиця)                  | 4-й Південний мікрорайон                        | Турбаза «Хортиця»                               | вул. Володимира Українця, вул. Привокзальна, проспект Соборний, ДніпроГЕС, Бульвар Вінтера, Вулиця Сергія Синенка, Арковий міст, острів Хортиця.                                                                                | Окремі рейси маршруту 3 |
| 8                            | Сімферопольське шосе                            | Завод «Запоріжкабель»                           | вул. Космічна, проспект Соборний, вул. Гребельна, вул. Рельєфна, вул. Щаслива, вул. Бориспільська, Дніпровське шосе | |
| 9                            | БК «ЗАлК»                                       | Вулиця Сєдова                                   | проспект Металургів, вул. Перемоги, вул. Професора Анатолія Бойка, вул. Сєдова | |
| 11                           | Арматурний завод                                | Вулиця Сєдова                                   | вул. Звенигородська, вул. Руставі, вул. Академіка Александрова, вул. Бориспільська, вул. Щаслива, вул. Рельєфна, вул. Гребельна, проспект Соборний, вул. Якова Новицького, вул. Незалежної України, пл. Профспілок, вул. Сєдова | |
| 14                           | Сімферопольське шосе                            | Набережна                                       | вул. Космічна, вул. Чумаченка, вул. Закарпатського Легіону, вул. Парамонова, вул. Олександра Говорухи, вул. Космічна, проспект Соборний, бульвар Шевченка                                                                       | |
| 17                           | Вулиця Панаса Мирного (Бородінський мікрорайон) | Вулиця Сєдова                                   | вул. Товариська, вул. Професора Толока, вул. Петра Сагайдачного, вул.Гребельна, проспект Соборний, вул. Якова Новицького, вул. Незалежної України, пл. Профспілок, вул. Сєдова                                                  | |
| Колишні тролейбусні маршрути |                                                 |                                                 | | |
| №                            | Початковий пункт                                | Кінцевий пункт                                  | Дата закриття | Примітки |
| б/н                          | 4-й Південний мікрорайон                        | 2-й Шевченківський мікрорайон (вул. Пархоменка) | 12 вересня 2022 | [ 98 ] |
| 1                            | Комбінат «Запоріжсталь»                         | Набережна                                       | 1980-ті | [ 10 ] |
| 2                            | Вокзал Запоріжжя II                             | Завод «Запоріжкабель»                           | | |
| 2                            | Бородінський мікрорайон                         | Магазин меблів                                  | 2022 | |
| 4                            | Комбінат «Запоріжсталь»                         | Набережна                                       | 2000-ні | [ 10 ] |
| 4А                           | Комбінат «Запоріжсталь»                         | Порт імені Леніна                               | 2000-ні | |
| 5                            | Вулиця Чумаченка                                | Площа Леніна                                    | 2000-ні | [ 10 ] |
| 6                            | Сімферопольське шосе                            | Міськрада                                       | | |
| 6                            | Тролейбусний парк № 2                           | Тролейбусний парк № 2                           | | |
| 7                            | Вокзал Запоріжжя II                             | Тролейбусний парк № 2                           | 2007 | Перестав бути регулярним маршрутом на початку 00-х, але використовувався у якості технічного маршруту                                    |
| 9                            | Комбінат «Запоріжсталь»                         | БК імені Кірова                                 | 1980-ті | [ 10 ] |
| 9А                           | Комбінат «Запоріжсталь»                         | Площа Леніна                                    | 28 серпня 2015 | [ 99 ] |
| 9Б                           | Комбінат «Запоріжсталь»                         | Набережна                                       | 28 серпня 2015 | [ 99 ] |
| 10                           | Набережна                                       | Завод «Кремнійполімер»                          | 2004 | [ 39 ] |
| 12                           | Вулиця Піщана                                   | Арматурний завод                                | 1 липня 1998 | [ 17 ] |
| 13                           | Павло-Кічкас                                    | Набережна                                       | 19 січня 2021 | Лінія демонтована[джерело?] |
| 15                           | Вокзал Запоріжжя II                             | Вулиця Чумаченка                                | березень 2002 | |
| 16                           | Вокзал Запоріжжя II                             | Арматурний завод                                | серпень 2007 | [ 10 ] |
| 18                           | Порт імені Леніна                               | Бородінський мікрорайон                         | травень 2000 | [ 10 ] |
| 19                           | Порт імені Леніна                               | Арматурний завод                                | травень 2000 | [ 10 ] |
| 20                           | Сімферопольське шосе                            | Площа Леніна                                    | 2000-ні | |
| 20А                          | Сімферопольське шосе                            | Арматурний завод                                | 2003 | [ 10 ] |
| 21                           | Порт імені Леніна                               | Завод «Запоріжкабель»                           | 2001 | [ 10 ] [ 17 ] |
| 22                           | Порт імені Леніна                               | Вулиця Піщана                                   | травень 2000 | [ 10 ] |
| 23                           | Вокзал Запоріжжя I                              | Площа Леніна                                    | травень 2000 | [ 10 ] |
| 24                           | Інститут «Колірметавтоматика»                   | Площа Леніна                                    | 1990-ті | [ 10 ] |
| 24                           | Вокзал Запоріжжя II                             | Арматурний завод                                | 2001 | [ 10 ] |
| 25                           | Вулиця Чумаченка                                | Арматурний завод                                | 2003 | [ 31 ] |
| 25                           | Вокзал Запоріжжя II                             | 4-й Південний мікрорайон                        | 2003 | [ 32 ] |
| 26                           | 4-й Південний мікрорайон                        | Набережна                                       | 2000-ні | |

## Рухомий склад

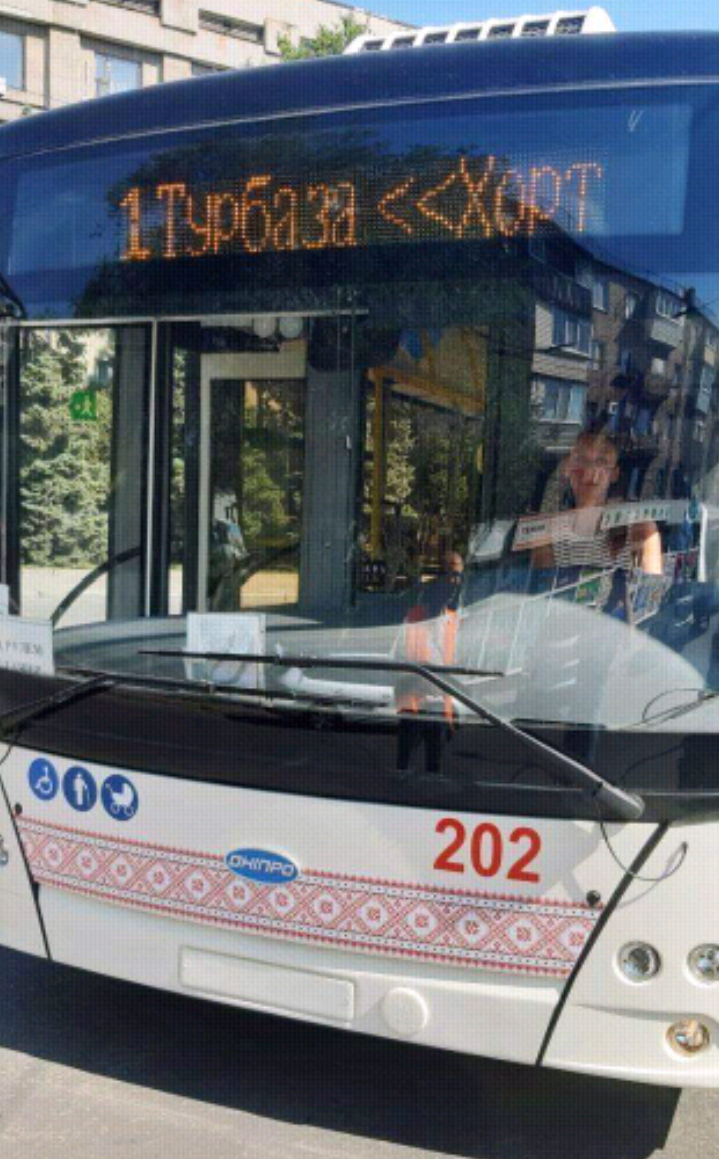
Дніпро Т203 (№ 202) на маршруті № 1

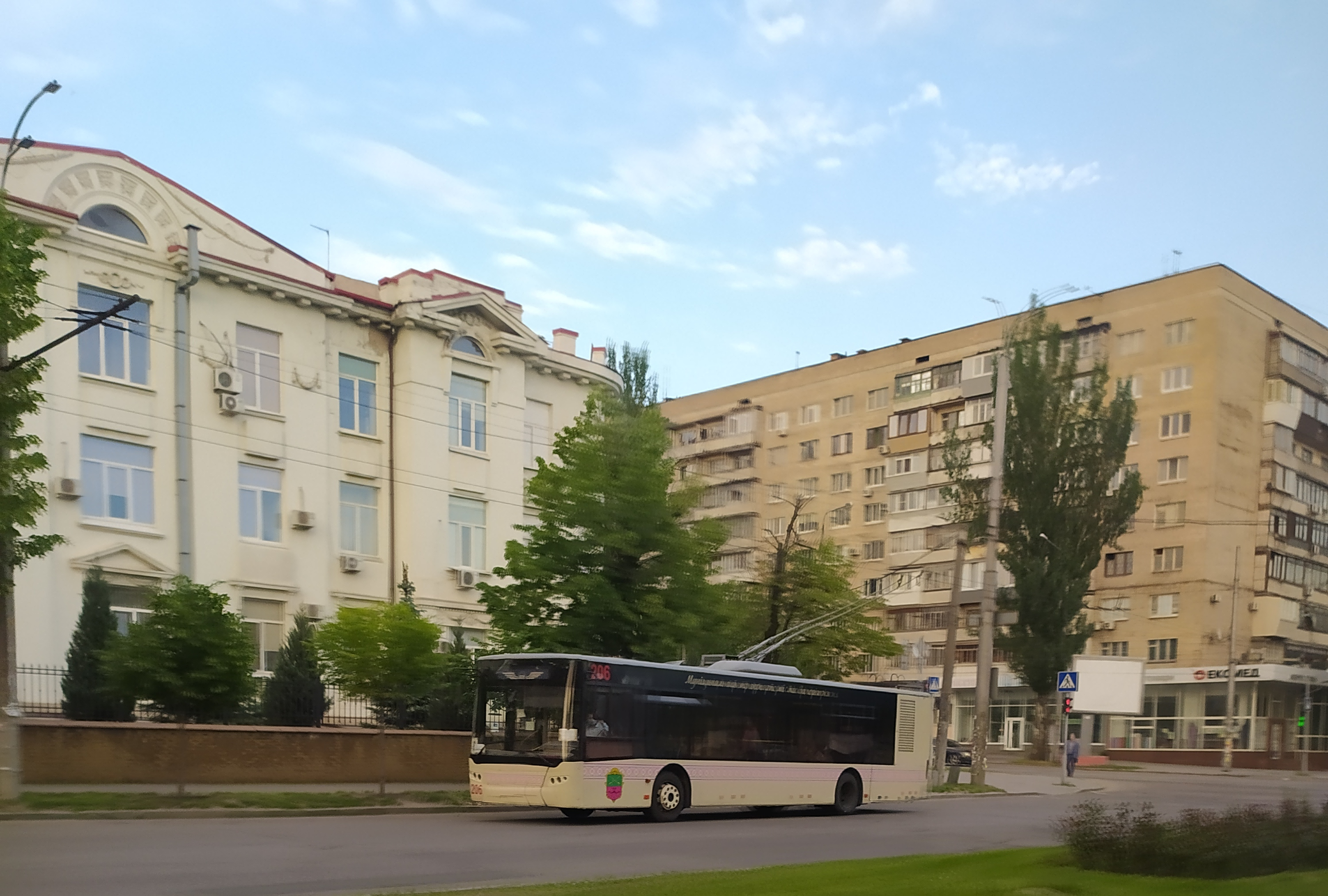
ЛАЗ Е183 (№ 206) на маршруті № 8

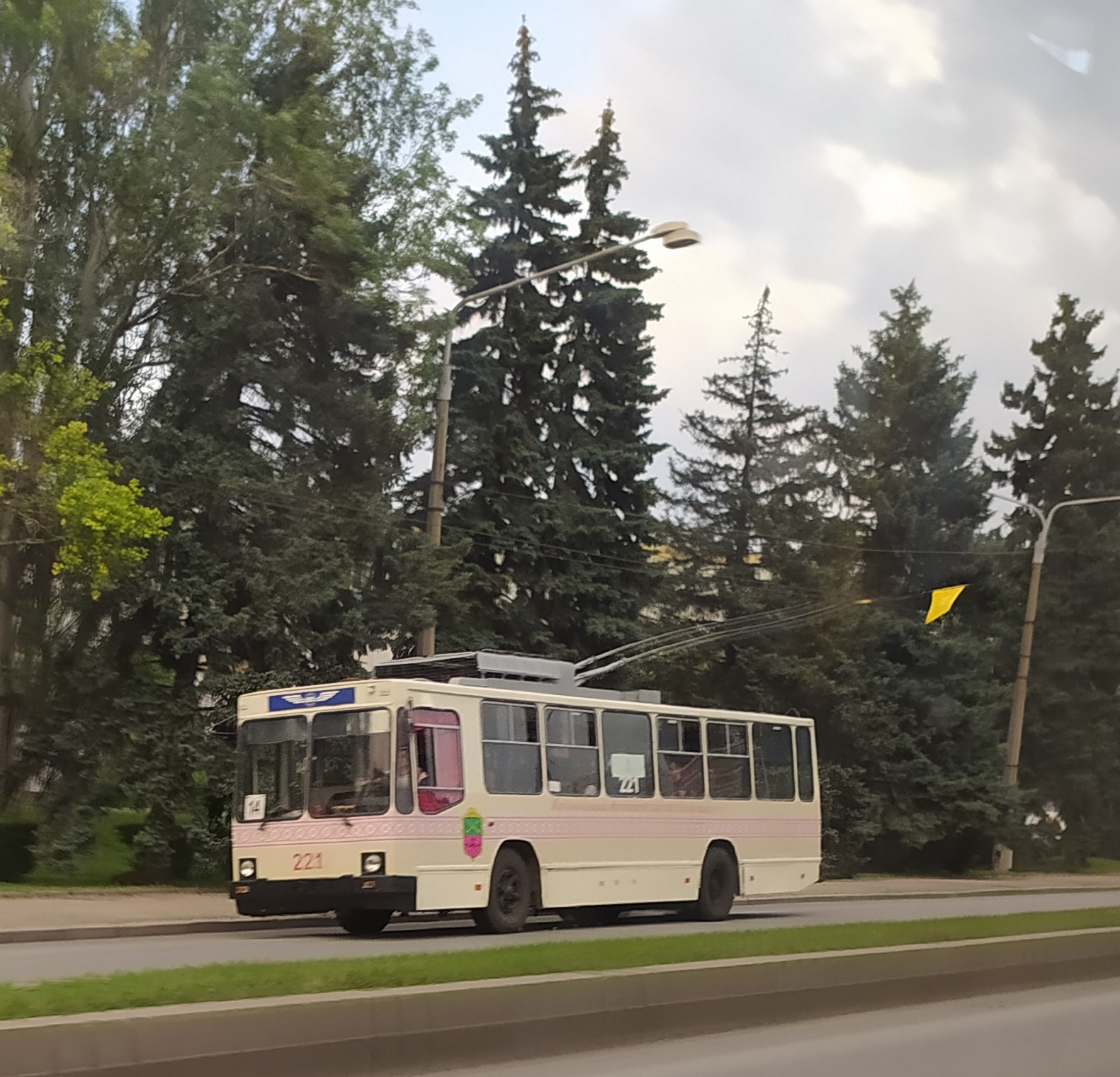
ЮМЗ Т2 (№ 221) на маршруті № 14

Середньодобовий випуск тролейбусів у 2016 році складав 39 одиниць, що на 6 одиниць менше, ніж у 2015 році.
Станом на 1 січня 2018 року на балансі підприємства «Запоріжелектротранс» перебувало 74 пасажирських та 2 службових тролейбуси.
З 28 листопада[джерело не вказане 1459 днів] 2019 року відбулася перенумерація бортових номерів у двох тролейбусних парках. Перша цифра бортового номера означає до якого парку належить тролейбус:
- 1хх — парк № 1;
- 2хх — парк № 2.

Зміни бортових номерів наведені у відповідній таблиці.
| до 27.11.2019[джерело?] | з 28.11.2019[джерело?] | до 27.11.2019[джерело?] | з 28.11.2019[джерело?] | до 27.11.2019[джерело?] | з 28.11.2019[джерело?] |
| 050                     | 111                    | 007                     | 206                    | 046                     | 215                    |
| 554                     | 112                    | 009                     | 207                    | 048                     | 216                    |
| 565                     | 113                    | 011                     | 208                    | 001                     | 217                    |
| 568                     | 114                    | 015                     | 209                    | 003                     | 218                    |
| 628                     | 115                    | 017                     | 210                    | 022                     | 219                    |
| 633                     | 116                    | 019                     | 211                    | 024                     | 220                    |
| 641                     | 117                    | 040                     | 212                    | 032                     | 221                    |
| 660                     | 118                    | 042                     | 213                    | 036                     | 222                    |
| 687                     | 119                    | 044                     | 214                    | 038                     | 223                    |
| 697                     | 120                    |                         |                        |                         |                        |

Станом на 1 січня 2021 року на балансі підприємства «Запоріжелектротранс» перебуває 55 пасажирських та 1 службовий тролейбуси. Середньодобовий випуск тролейбусів на маршрутах міста становив 40 одиниць. Станом на 1 січня 2023 року перебувало 44 машини.
| Діючий рухомий склад |                  |                             |                                     |                 |                      | |
| Фото                 | Модель           | Виробник                    | Кількість (станом на вересень 2020) | Всього надійшло | Початок експлуатації | Бортові номери |
| -------------------- | ---------------- | --------------------------- | ----------------------------------- | --------------- | -------------------- | --- |
|                      | Дніпро Т103      | МАЗ, Південмаш              | 6                                   | 6               | 2015                 | 101—106 |
|                      | Škoda 14Tr       | Škoda Ostrov                | 5                                   | 5               | 2016                 | 107—110, 111 (050) |
|                      | Дніпро Т203      | МАЗ, Південмаш              | 5                                   | 5               | 2019                 | 201—205 |
|                      | Van Hool AG 300T | Van Hool                    | 9                                   | 9               | 2019                 | 121—124, 224—228 |
|                      | ЛАЗ Е183         | Україна ЛАЗ                 | 11                                  | 11              | 2006                 | 206 (007), 207 (009), 208 (011), 209 (015), 210 (017), 211 (019), 212 (040), 213 (042), 214 (044), 215 (046), 216 (048)                                |
|                      | ЮМЗ Т2           | Україна Південмаш           | 9                                   | 10              | 1994                 | 217 (001), 218 (003), 005, 219 (022), 220 (024), 026, 221 (032), 034, 222 (036), 223 (038), 127(?)                                                     |
|                      | ЗіУ-682          | / Росія Завод ім. Урицького | 17                                  | 416             | 1973                 | 271, 273—628, 630, 632—642, 644, 646—651, 654—665, 667—677, 679, 119 (687), 689, 120 (697), 699, 701, 703, 705, 707, 709, 711, 713, 715, 717, 719, 721 |

Примітка: в дужках вказані бортові номери до 27 листопада[джерело не вказане 1459 днів] 2019 року.
| Виведений з експлуатації рухомий склад |                |                                 |                 |                   |                                                                                |
| Фото                                   | Модель         | Виробник                        | Всього надійшло | Роки експлуатації | Бортові номери                                                                 |
| -------------------------------------- | -------------- | ------------------------------- | --------------- | ----------------- | ------------------------------------------------------------------------------ |
|                                        | ЮМЗ Т1         | Південмаш                       | 12              | 1992—2016         | 002, 004, 006, 008, 010, 012, 014, 016, 018, 020, 028, 030                     |
|                                        | ЗіУ-683        | / Росія Завод ім. Урицького     | 11              | 1990—2014         | 629, 631, 643, 645, 653, 681, 683, 685, 691, 693, 695                          |
|                                        | ЗіУ-5          | Завод ім. Урицького             | 138             | 1961—1986         | 44, 45, 47, 48, 50—84, 101—105, 120, 121, 123, 124, 125, 180—189, 193—270, 272 |
|                                        | Київ-5ЛА       | УРСР КЗЕТ                       | 27              | 1964—1971         | 85—95, 106—112, 128—136                                                        |
|                                        | Київ-2, Київ-4 | УРСР КЗЕТ                       | 63              | 1964—1976         | 46, 49, 96—100, 113—119, 122, 126, 127, 137—179, 190, 191, 192                 |
|                                        | МТБ-82         | Тушинський машинобудівний завод | 44              | 1949—1970         | 1—43                                                                           |
| Службовий рухомий склад                |                |                                 |                 |                   |                                                                                |
|                                        | КТГ-1          | УРСР КЗЕТ                       | 5               |                   | С-4, С-6, С-8, С-14, С-25                                                      |
|                                        | КТГ-2          | УРСР КЗЕТ                       | 2               |                   | С-9, С-13                                                                      |

| Статистика лінійних тролейбусів (на кінець року) |      |      |      |      |      |      |      |      |      |      |      |
| Рік                                              | 1990 | 1995 | 2000 | 2001 | 2002 | 2003 | 2004 | 2005 | 2006 | 2007 |      |
| ------------------------------------------------ | ---- | ---- | ---- | ---- | ---- | ---- | ---- | ---- | ---- | ---- | ---- |
| Кількість тролейбусів, од.                       | 262  | 237  | 218  | 215  | 204  | 185  | 180  | 180  | 186  | 185  |      |
| Рік                                              | 2008 | 2009 | 2010 | 2011 | 2012 | 2013 | 2014 | 2015 | 2016 | 2017 | 2019 |
| Кількість тролейбусів, од.                       | 175  | 166  | 154  | 146  | 137  | 127  | 96   | 102  | 95   | 74   | 52   |

26 червня 2023 року у запорізьких трамваях, тролейбусах та муніципальних автобусах встановлені «тривожні кнопки». Наразі у муніципальному транспорті є можливість у разі надзвичайних ситуацій викликати поліцію.

## Тролейбусні парки
- Тролейбусний парк № 1
  - Відкритий 1 грудня 1953 року.
  - Адреса: Південне шосе, 13. 47°51′36″ пн. ш. 35°07′13″ сх. д. / 47.86000° пн. ш. 35.12028° сх. д.
  - Наразі єдиний тролейбусний парк в місті, який обслуговує маршрути № 3, 8, 9, 11, 14, 17. Раніше обслуговував маршрути № 1, 4, 10, 13, 18, 19, 21, 22.
- Тролейбусний парк № 2
  - Відкритий 17 липня 1971 року[15]
  - Адреса: вулиця Складська, 13. 47°47′43″ пн. ш. 35°13′47″ сх. д. / 47.79528° пн. ш. 35.22972° сх. д.
  - Обслуговував маршрути № 1, 2, 5, 6, 7, 8, 12, 14, 15, 16, 20, 23, 25, 26, а також додатково маршрути 1-го парку: № 3, 9, 11, 13, 17.
  - З 13 грудня 2022 року випуск тролейбусів з парку № 2 тимчасово припинений, а лінійний рухомий склад переведений до парку № 1.

## Оплата проїзду
З 25 лютого 2022 року, на час військового стану в Україні, Запорізька міська рада ухвалила рішення про запровадження безкоштовного проїзду в міському електротранспорті для всіх верств населення. Раніше проїзд оплачувався водієві при вході до тролейбуса. Придбаний квиток у водія потрібно було обов'язково прокомпостувати  компостером, особливістю є те, що квиток дійсний лише в тому тролейбусі, де його було придбано. Усі муніципальні тролейбуси до запровадження безкоштовного проїзду були облаштовані валідаторами безконтактної оплати вартості проїзду.
Для пільгових верств населення раніше видавався квиток із червоною лінією, перекреслений за діагоналлю.

### Разові квитки
З 10 червня 2024 року вартість проїзду в тролейбусі складає 10,00 ₴.

Зразки разових квитків в електротранспорті міста Запоріжжя
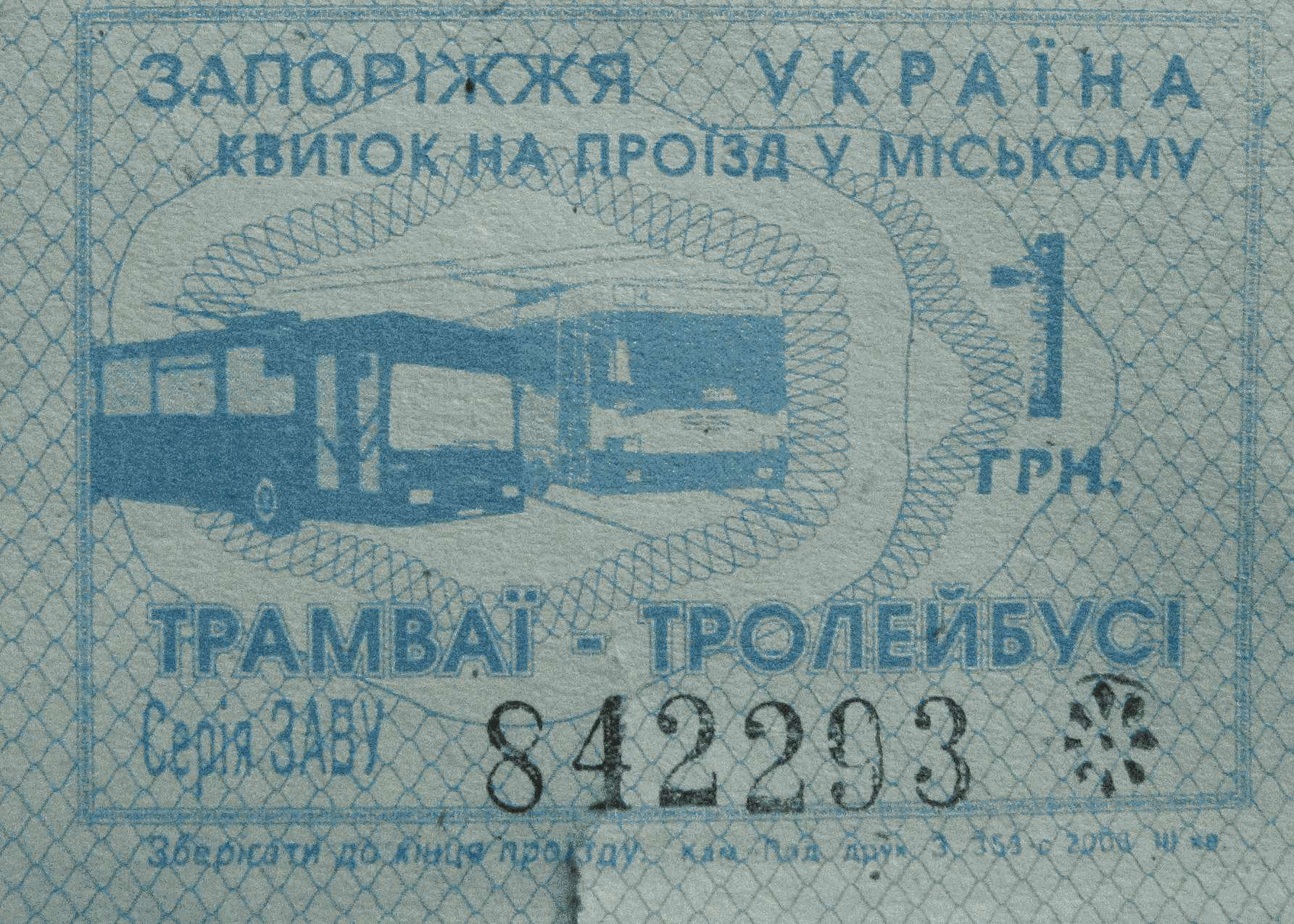
Квиток вартістю 1,00 ₴
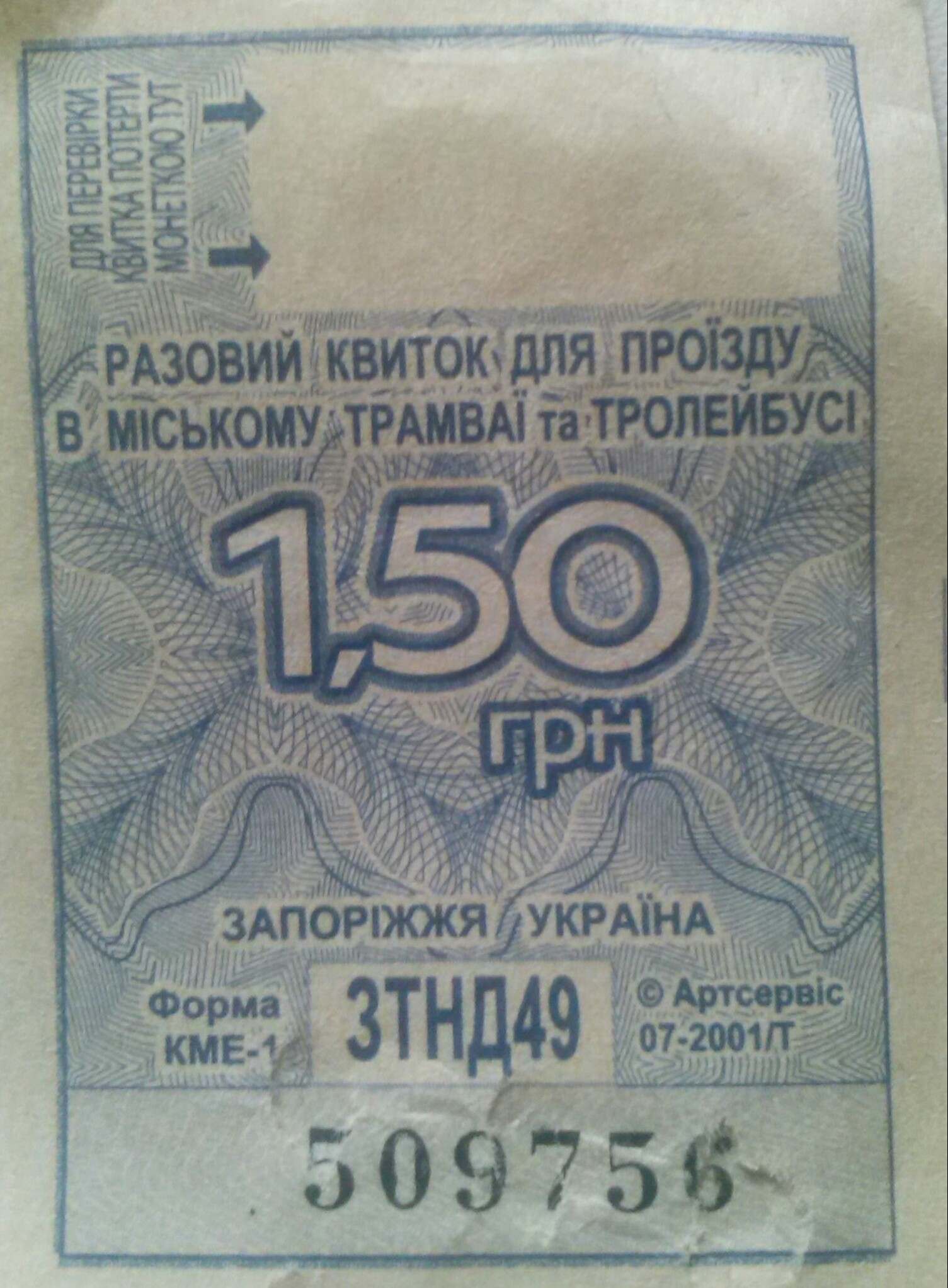
Квиток вартістю 1,50 ₴
Квиток вартістю 2,00 ₴
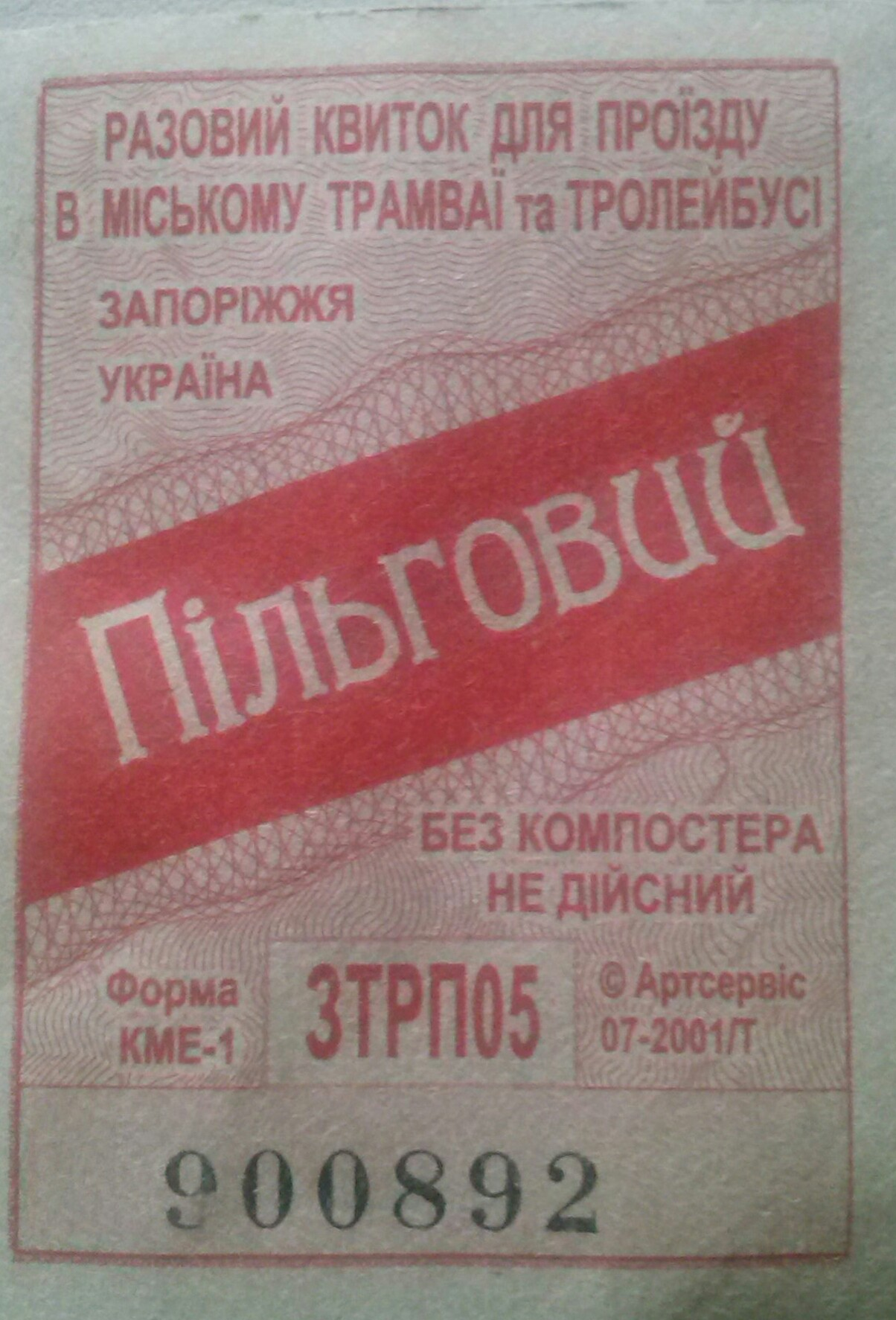
Квиток для пільгової категорії пасажирів
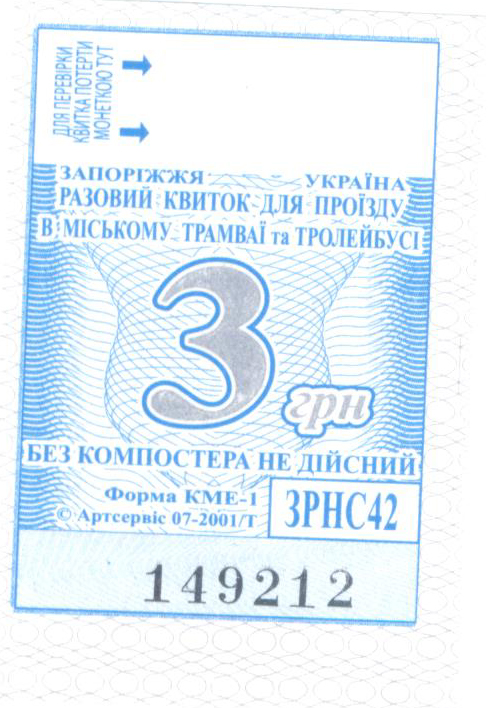
Квиток вартістю 3,00 ₴
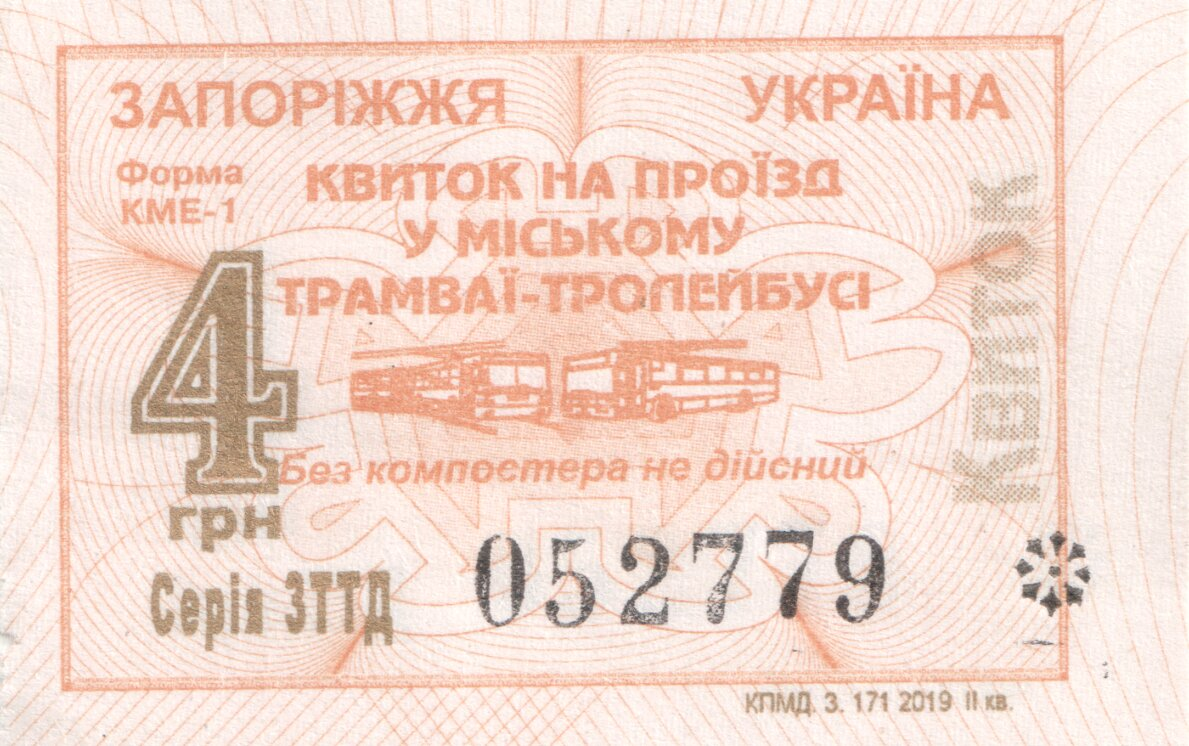
Квиток вартістю 4,00 ₴

### Місячні проїзні квитки
Вартість місячних проїзних квитків розраховується на підставі рішення виконавчого комітету Запорізької міської ради від 10.06.2011 № 263 «Про затвердження кількості поїздок у міському електротранспорті для розрахунку вартості місячних проїзних квитків на проїзд для громадян, підприємств та одного з батьків багатодітної сім'ї».

### Динаміка змін вартості проїзду
| Зміни вартості проїзду в електротранспорті м. Запоріжжя (з 2 вересня 1996) |                             |                                       |                                       |                                       |                                       |                         |
| Дата встановлення                                                          | Вартість разового квитка, ₴ | Вартість місячних проїзних квитків, ₴ | Вартість місячних проїзних квитків, ₴ | Вартість місячних проїзних квитків, ₴ | Вартість місячних проїзних квитків, ₴ |                         |
| Дата встановлення                                                          | Вартість разового квитка, ₴ | Учнівських та студентських            | Учнівських та студентських            | Громадянських                         | Громадянських                         |                         |
| Дата встановлення                                                          | Вартість разового квитка, ₴ | Т або Тр                              | Т та Тр                               | Т або Тр                              | Т та Тр                               |                         |
| -------------------------------------------------------------------------- | --------------------------- | ------------------------------------- | ------------------------------------- | ------------------------------------- | ------------------------------------- | ----------------------- |
| Вересень 1996                                                              | 0,20                        | ?                                     | ?                                     | ?                                     | ?                                     | [ 10 ]                  |
| 8 січня 1997                                                               | 0,30                        | ?                                     | ?                                     | 18,00                                 | ?                                     | [ 10 ]                  |
| 19 грудня 2000                                                             | 0,50                        | 9,00                                  | 11,00                                 | 30,00                                 | 45,00                                 | [ 114 ] [ 115 ]         |
| 1 лютого 2007                                                              | 0,75                        | 22,50                                 | 28,00                                 | 45,00                                 | 56,25                                 | [ 116 ] [ 117 ]         |
| 1 липня 2008                                                               | 1,00                        | 30,00                                 | 37,5,                                 | 60,00                                 | ?                                     | [ 118 ]                 |
| 5 квітня 2011                                                              | 1,50                        | 45,00                                 | 56,25                                 | 90,00                                 | 112,50                                | [ 119 ] [ 10 ]          |
| 11 серпня 2014                                                             | 2,00                        | 60,00                                 | 75,00                                 | 120,00                                | 150,00                                | [ 120 ] [ 121 ] [ 122 ] |
| 1 листопада 2017                                                           | 3,00                        | 90,00                                 | 112,50                                | 180,00                                | 225,00                                | [ 123 ] [ 124 ]         |
| 1 листопада 2018                                                           | 4,00                        | 120,00                                | 150,00                                | 240,00                                | 300,00                                | [ 125 ]                 |
| 1 травня 2021                                                              | 6,00                        | 180,00                                | 210,00                                | 360,00                                | 420,00                                | [ 126 ]                 |
| 25 лютого 2022                                                             | Безкоштовно                 | −                                     | −                                     | −                                     | −                                     | [ 127 ]                 |
| 10 червня 2024                                                             | 10,00                       | 300,00                                | 300,00                                | 600,00                                |                                       | [ 128 ]                 |
| 10 березня 2025                                                            | 15,00                       | 450,00                                | 450,00                                | 900,00                                | −                                     | [ 129 ] [ 130 ]         |

## Нереалізовані проєкти
- Генеральним планом розвитку міста Запоріжжя, ухваленим Радою Міністрів УРСР у 1985 році, передбачалося будівництво тролейбусного депо та збільшення протяжності тролейбусних ліній з 61,5 км у 1984 році до 85 км у 1990 році та до 137 км у 2005 році[131].
- 2003 року обговорювалися перспективи створення у Запоріжжі підприємства з виробництва тролейбусів Škoda 14TrM із залученням потужностей Запорізького автомобілебудівного заводу[132].
- 2005 року передбачалося провести реконструкцію вулиці 40 років Радянської України (нині — вул. Незалежної України) на ділянці від вулиці Зелінського до вулиці Лермонтова (нині — вул. В'ячеслава Зайцева) та перенести на неї рух тролейбусів з проспекту Леніна (нині — просп. Соборний)[133].
- 2006 року планувалося побудувати тролейбусну лінію між Південним та Космічним житловими масивами[134][135][136][137].
- У 2006 році планувалося прокласти тролейбусну лінію вулицею Лермонтова та Набережною магістраллю; крім того, розглядалася можливість будівництва тролейбусної лінії з центра міста через острів Хортиця до Хортицького житлового масива[138].
- Програмою розвитку міського електротранспорту у місті Запоріжжя на 2007—2015 роки передбачалося:
  - на першому етапі (2007—2010 роки):
    - побудувати 16 км тролейбусних ліній;
    - придбати 72 тролейбуси;

  - на другому етапі (2011—2015 роки):
    - побудувати 24,5 км тролейбусних ліній;
    - придбати 80 тролейбусів[139].
- 2013 року планувалося придбати 30 тролейбусів та 60 автобусів середньої місткості за рахунок залучених кредитних коштів під державні гарантії, а також 10 тролейбусів за рахунок коштів державного фонду регіонального розвитку[140][141].
- 2015 року планувалося придбати тролейбуси з автономним ходом, що мало на меті відмовитися від подальшого будівництва тролейбусних ліній та тягових підстанцій і дало б змогу відновити рух тролейбусів через острів Хортиця, а також з'єднати тролейбусним сполученням Південний та Космічний житлові масиви[142].
- У 2016 році, в рамках проекту «Міський громадський транспорт в Україні», за рахунок залучених кредитних коштів Європейського банку реконструкції та розвитку під місцеві гарантії планувалося придбати 25 тролейбусів на загальну суму 5 млн євро[143][144].
- У 2017 році планувалося придбати 10 тролейбусів[145], однак згодом виділені кошти було перерозподілено на придбання 35 автобусів на умовах фінансового лізингу[146].

## Перспективи
- У 2020 році заплановано продовжити впровадження системи моніторингу та диспетчеризації транспортних засобів КП «Запоріжелектротранс», що дозволить забезпечити оперативне керування рухом електротранспорту. Передбачається, що на 2-му етапі електронні табло змонтують ще на 24 зупинках громадського транспорту.

## Статистична інформація
| Статистична інформація |                                 |
| Рік                    | Перевезено пасажирів, тис. осіб |
| ---------------------- | ------------------------------- |
| 1990                   | 87 000,0                        |
| 1995                   | 41 159,2                        |
| 1996                   | 52 909,3                        |
| 1997                   | 82 933,0                        |
| 1998                   | 91 391,2                        |
| 1999                   | 94 285,4                        |
| 2000                   | 82 485,5                        |
| 2001                   | 66 014,0                        |
| 2002                   | 51 183,4                        |
| 2003                   | 40 179,0                        |
| 2004                   | 33 751,1                        |
| 2005                   | 27 817,0                        |
| 2006                   | 34 426,8                        |
| 2007                   | 27 508,2                        |
| 2008                   | 31 644,1                        |
| 2009                   | 29 661,6                        |
| 2010                   | 24 657,2                        |
| 2011                   | 22 596,5                        |
| 2012                   | 21 553,3                        |
| 2013                   | 18 294,7                        |
| 2014                   | 17 648,4                        |
| 2015                   | 19 633,8                        |
| 2016                   | 16 355,2                        |
| 2017                   | 15 915,5                        |